# Niemcy na Letnich Igrzyskach Olimpijskich 2016
Niemcy na Letnich Igrzyskach Olimpijskich 2016 reprezentowało 423 zawodników: 227 mężczyzn i 196 kobiet. Był to 16 start reprezentacji Niemiec na letnich igrzyskach olimpijskich.

## Zdobyte medale
| Medal  | Zawodnik | Dyscyplina      | Konkurencja                               | Rezultat                                                                          | Data        |
| ------ | --- | --------------- | ----------------------------------------- | --------------------------------------------------------------------------------- | ----------- |
| Złoto  | Michael Jung | Jeździectwo     | WKKW indywidualnie                        | 40,9                                                                              | 9 sierpnia  |
| Złoto  | Karl Schulze Hans Gruhne Lauritz Schoof Philipp Wende | Wioślarstwo     | czwórka podwójna                          | 6:06,81                                                                           | 11 sierpnia |
| Złoto  | Julia Lier Carina Bär Lisa Schmidla Annekatrin Thiele | Wioślarstwo     | czwórka podwójna                          | 6:49,39                                                                           | 11 sierpnia |
| Złoto  | Barbara Engleder | Strzelectwo     | karabin małokalibrowy, trzy pozycje, 50 m | 458,6                                                                             | 11 sierpnia |
| Złoto  | Henri Junghänel | Strzelectwo     | karabin małokalibrowy leżąc, 50 m         | 209,5                                                                             | 12 sierpnia |
| Złoto  | Kristina Bröring-Sprehe Sönke Rothenberger Dorothee Schneider Isabell Werth | Jeździectwo     | ujeżdżenie drużynowe                      | 82,577                                                                            | 12 sierpnia |
| Złoto  | Christoph Harting | Lekkoatletyka   | rzut dyskiem                              | 68,37                                                                             | 13 sierpnia |
| Złoto  | Christian Reitz | Strzelectwo     | pistolet szybkostrzelny, 25 m             | 34                                                                                | 13 sierpnia |
| Złoto  | Sebastian Brendel | Kajakarstwo     | C-1 1000 m                                | 3:58,529                                                                          | 16 sierpnia |
| Złoto  | Fabian Hambüchen | Gimnastyka      | ćwiczenia na drążku                       | 15,766                                                                            | 16 sierpnia |
| Złoto  | Kristina Vogel | Kolarstwo       | sprint                                    | 11,237 (wyścig pierwszy) 11,312 (wyścig drugi)                                    | 16 sierpnia |
| Złoto  | Laura Ludwig Kira Walkenhorst | Piłka siatkowa  | turniej kobiet                            | W finale pokonały reprezentantki Brazylii Ágathę Bednarczuk i Bárbarę Seixas 2:0. | 17 sierpnia |
| Złoto  | Max Rendschmidt Marcus Gross | Kajakarstwo     | K-2 1000 m                                | 3:10,781                                                                          | 18 sierpnia |
| Złoto  | Almuth Schult Josephine Henning Saskia Bartusiak Leonie Maier Annike Krahn Simone Laudehr Melanie Behringer Lena Goeßling Alexandra Popp Dzsenifer Marozsán Anja Mittag Tabea Kemme Sara Däbritz Babett Peter Mandy Islacker Melanie Leupolz Isabel Kerschowski Laura Benkarth Svenja Huth | Piłka nożna     | turniej kobiet                            | W finale pokonały reprezentację Szwecji 2:1.                                      | 19 sierpnia |
| Złoto  | Sebastian Brendel Jan Vandrey | Kajakarstwo     | C-2 1000 m                                | 3:43,912                                                                          | 20 sierpnia |
| Złoto  | Max Rendschmidt Tom Liebscher Max Hoff Marcus Gross | Kajakarstwo     | K-4 1000 m                                | 3:02,143                                                                          | 20 sierpnia |
| Złoto  | Thomas Röhler | Lekkoatletyka   | rzut oszczepem                            | 90,30                                                                             | 20 sierpnia |
| Srebro | Sandra Auffarth Michael Jung Ingrid Klimke Julia Krajewski | Jeździectwo     | WKKW drużynowo                            | 172,8                                                                             | 9 sierpnia  |
| Srebro | Monika Karsch | Strzelectwo     | pistolet sportowy 25 m                    | W finale przegrała z reprezentantką Grecji Aną Korakaki 6:8                       | 9 sierpnia  |
| Srebro | Lisa Unruh | Łucznictwo      | indywidualnie                             | W finale przegrała z reprezentantką Korei Południowej Chang Hye-jin 2:6.          | 11 sierpnia |
| Srebro | Richard Schmidt Martin Sauer Eric Johannesen Hannes Ocik Andreas Kuffner Maximilian Reinelt Felix Drahotta Malte Jakschik Maximilian Munski | Wioślarstwo     | ósemka                                    | 5:30,96                                                                           | 13 sierpnia |
| Srebro | Angelique Kerber | Tenis ziemny    | singiel                                   | W finale przegrała z reprezentantką Portoryko Mónicą Puig 1:2.                    | 13 sierpnia |
| Srebro | Isabell Werth | Jeździectwo     | ujeżdżenie indywidualnie                  | 89,071                                                                            | 15 sierpnia |
| Srebro | Tina Dietze | Kajakarstwo     | K-2 500 m                                 | 1:43,738                                                                          | 16 sierpnia |
| Srebro | Han Ying Petrissa Solja Shan Xiaona | Tenis stołowy   | turniej drużynowy                         | W finale przegrały z reprezentacją Chin 0:3.                                      | 16 sierpnia |
| Srebro | Sabrina Hering Franziska Weber Steffi Kriegerstein Tina Dietze | Kajakarstwo     | K-4 500 m                                 | 1:32,383                                                                          | 20 sierpnia |
| Srebro | Timo Horn Jeremy Toljan Lukas Klostermann Matthias Ginter Niklas Süle Sven Bender Max Meyer Lars Bender Davie Selke Leon Goretzka Julian Brandt Jannik Huth Philipp Max Robert Bauer Max Christiansen Grischa Prömel Serge Gnabry Nils Petersen                                            | Piłka nożna     | turniej mężczyzn                          | W finale przegrali po rzutach karnych z reprezentacją Brazylii 4:5.               | 20 sierpnia |
| Brąz   | Laura Vargas Koch | Judo            | waga do 70 kg                             | W pojedynku o brązowy medal wygrała z reprezentantką Hiszpanii Maríą Bernabéu.    | 10 sierpnia |
| Brąz   | Kristina Vogel Miriam Welte | Kolarstwo       | sprint drużynowy                          | 32,63                                                                             | 12 sierpnia |
| Brąz   | Daniel Jasinski | Lekkoatletyka   | rzut dyskiem                              | 67,05                                                                             | 13 sierpnia |
| Brąz   | Sophie Scheder | Gimnastyka      | ćwiczenia na poręczach                    | 15,556                                                                            | 14 sierpnia |
| Brąz   | Kristina Boring-Sprehe | Jeździectwo     | ujeżdżenie indywidualnie                  | 87,142                                                                            | 15 sierpnia |
| Brąz   | Denis Kudla | Zapasy          | waga do 85 kg w stylu klasycznym          | W pojedynku o brązowy medal wygrał z reprezentantem Węgier Viktorem Lőrinczem.    | 15 sierpnia |
| Brąz   | Patrick Hausding | Skoki do wody   | trampolina 3 m indywidualnie              | 498,90                                                                            | 16 sierpnia |
| Brąz   | Christian Ahlmann Meredith Michaels-Beerbaum Daniel Deusser Ludger Beerbaum | Jeździectwo     | skoki drużynowo                           | 8 pkt.                                                                            | 17 sierpnia |
| Brąz   | Timo Boll Dimitrij Ovtcharov Bastian Steger | Tenis stołowy   | turniej mężczyzn                          | W meczu o brązowy medal wygrali z reprezentacją Korei Południowej 3:1.            | 17 sierpnia |
| Brąz   | Nicolas Jacobi Mathias Müller Linus Butt Martin Häner Moritz Trompertz Mats Grambusch Christopher Wesley Timm Herzbruch Tobias Hauke Tom Grambusch Christopher Rühr Martin Zwicker Moritz Fürste Florian Fuchs Timur Oruz Niklas Wellen                                                    | Hokej na trawie | turniej mężczyzn                          | W meczu o brązowy medal wygrali po rzutach karnych z reprezentacją Holandii 4:3.  | 18 sierpnia |
| Brąz   | Erik Heil Thomas Ploessel | Żeglarstwo      | 49er                                      | 83 pkt.                                                                           | 18 sierpnia |
| Brąz   | Nike Lorenz Selin Oruz Anne Schröder Lisa Schütze Charlotte Stapenhorst Katharina Otte Janne Müller-Wieland Hannah Krüger Jana Teschke Lisa Hahn Franzisca Hauke Cécile Pieper Marie Mävers Annika Sprink Julia Müller Pia-Sophie Oldhafer Kristina Reynolds                               | Hokej na trawie | turniej kobiet                            | W meczu o brązowy medal wygrały z reprezentacją Nowej Zelandii 2:1.               | 19 sierpnia |
| Brąz   | Artem Harutyunyan | Boks            | waga lekkopółśrednia                      | W półfinale przegrał z reprezentantem Azerbejdżanu Lorenzo Sotomayorem.           | 19 sierpnia |
| Brąz   | Ronald Rauhe | Kajakarstwo     | K-1 200 m                                 | 35,662                                                                            | 20 sierpnia |
| Brąz   | Christian Dissinger Paul Drux Uwe Gensheimer Patrick Groetzki Kai Häfner Silvio Heinevetter Julius Kühn Finn Lemke Hendrik Pekeler Tobias Reichmann Martin Strobel Steffen Weinhold Fabian Wiede Patrick Wiencek Andreas Wolff                                                             | Piłka ręczna    | turniej mężczyzn                          | W meczu o brązowy medal wygrali z reprezentacją Polski 31:25.                     | 21 sierpnia |

## Reprezentanci

### Badminton
Mężczyźni
| Zawodnik                         | Konkurencja    | Faza grupowa                      | Faza grupowa                 | Faza grupowa                     | Faza grupowa | 1/8              | Ćwierćfinał      | Półfinał         | Finał            | Finał   |
| Zawodnik                         | Konkurencja    | Przeciwnik Wynik                  | Przeciwnik Wynik             | Przeciwnik Wynik                 | Miejsce      | Przeciwnik Wynik | Przeciwnik Wynik | Przeciwnik Wynik | Przeciwnik Wynik | Miejsce |
| -------------------------------- | -------------- | --------------------------------- | ---------------------------- | -------------------------------- | ------------ | ---------------- | ---------------- | ---------------- | ---------------- | ------- |
| Marc Zwiebler                    | gra pojedyncza | Evans P (21:9, 17:21, 7:21)       | de Oliveira W (21:12, 21:12) | —                                | 2.           | NQ               | NQ               | NQ               | NQ               | NQ      |
| Michael Fuchs Johannes Schöttler | gra podwójna   | V Shem Wee Kiong W (21:14, 21:17) | Fu Zhang P (11:21, 16:21)    | Chew Pongnairat W (21:14, 21:14) | 3.           | —                | NQ               | NQ               | NQ               | NQ      |

Kobiety
| Zawodniczka                     | Konkurencja    | Faza grupowa             | Faza grupowa                              | Faza grupowa            | Faza grupowa | 1/8                 | Ćwierćfinał         | Półfinał            | Finał               | Finał   |
| Zawodniczka                     | Konkurencja    | Przeciwniczka Wynik      | Przeciwniczka Wynik                       | Przeciwniczka Wynik     | Miejsce      | Przeciwniczka Wynik | Przeciwniczka Wynik | Przeciwniczka Wynik | Przeciwniczka Wynik | Miejsce |
| ------------------------------- | -------------- | ------------------------ | ----------------------------------------- | ----------------------- | ------------ | ------------------- | ------------------- | ------------------- | ------------------- | ------- |
| Karin Schnaase                  | gra pojedyncza | Magee W (21:14, 21:19)   | Wang P (14:21, 19:21)                     | —                       | 2.           | NQ                  | NQ                  | NQ                  | NQ                  | NQ      |
| Johanna Goliszewski Carla Nelte | gra podwójna   | Tang Yu P (10:21, 11:21) | Chang Y-n Lee S-h P (18:21, 21:18, 17:21) | Stoewa P (14:21, 19:21) | 4.           | —                   | NQ                  | NQ                  | NQ                  | NQ      |

Mikst
| Zawodnik                      | Konkurencja  | Faza grupowa                | Faza grupowa                    | Faza grupowa                      | Faza grupowa | Ćwierćfinał      | Półfinał         | Finał            | Finał   |    |
| Zawodnik                      | Konkurencja  | Przeciwnik Wynik            | Przeciwnik Wynik                | Przeciwnik Wynik                  | Miejsce      | Przeciwnik Wynik | Przeciwnik Wynik | Przeciwnik Wynik | Miejsce |    |
| ----------------------------- | ------------ | --------------------------- | ------------------------------- | --------------------------------- | ------------ | ---------------- | ---------------- | ---------------- | ------- | -- |
| Michaels Fuchs Birgit Michels | gra mieszana | Zhang Zhao P (19:21, 16:21) | Jordan Susanto P (16:21, 15:21) | Lee C H Chau H W P (17:21, 14:21) | 4.           | NQ               | NQ               | NQ               | NQ      | NQ |

### Boks
Mężczyźni
| Zawodnik          | Konkurencja | 1/16             | 1/8               | Ćwierćfinał      | Półfinał         | Finał            | Finał   |
| Zawodnik          | Konkurencja | Przeciwnik Wynik | Przeciwnik Wynik  | Przeciwnik Wynik | Przeciwnik Wynik | Przeciwnik Wynik | Miejsce |
| ----------------- | ----------- | ---------------- | ----------------- | ---------------- | ---------------- | ---------------- | ------- |
| Hamza Touba       | 52 kg       | Konki P 0-3      | NQ                | NQ               | NQ               | NQ               | 17.     |
| Artem Harutyunyan | 64 kg       | BYE              | Biyarslanov W 2-0 | Gözgeç W 3-0     | Sotomayor P 0-3  | NQ               | brąz    |
| Arajik Marutjan   | 69 kg       | Maestre P 1-2    | NQ                | NQ               | NQ               | NQ               | 17.     |
| Serge Michel      | 81 kg       | Mina P 0-3       | NQ                | NQ               | NQ               | NQ               | 17.     |
| David Graf        | 91 kg       | BYE              | Peralta P 1-2     | NQ               | NQ               | NQ               | 9.      |
| Erik Pfeifer      | ponad 91 kg | Laurent P 1-2    | NQ                | NQ               | NQ               | NQ               | 17.     |

### Gimnastyka

#### Gimnastyka sportowa
Mężczyźni
| Zawodnik              | Konkurencja           | Finał    | Finał    | Finał    | Finał    | Finał    | Finał    | Finał  | Finał   |
| Zawodnik              | Konkurencja           | Przyrząd | Przyrząd | Przyrząd | Przyrząd | Przyrząd | Przyrząd | Razem  | Miejsce |
| Zawodnik              | Konkurencja           | F        | PH       | R        | V        | PB       | HB       | Razem  | Miejsce |
| --------------------- | --------------------- | -------- | -------- | -------- | -------- | -------- | -------- | ------ | ------- |
| Andreas Bretschneider | wielobój indywidualny | 14.733   | 13.500   | 13.833   | 14.533   | 14.533   | 13.833   | 84.965 | 20.     |
| Marcel Nguyen         | wielobój indywidualny | 14.733   | 12.666   | 14.600   | 14.666   | 14.900   | 14.466   | 86.031 | 19.     |
| Fabian Hambüchen      | ćwiczenia na drążku   | —        | —        | —        | —        | —        | 15.766   | 15.766 | złoto   |

| Zawodnik              | Konkurencja        | Kwalifikacje | Kwalifikacje | Kwalifikacje | Kwalifikacje | Kwalifikacje | Kwalifikacje | Kwalifikacje | Kwalifikacje | Finał    | Finał    | Finał    | Finał    | Finał    | Finał    | Finał   | Finał   |
| Zawodnik              | Konkurencja        | Przyrząd     | Przyrząd     | Przyrząd     | Przyrząd     | Przyrząd     | Przyrząd     | Razem        | Miejsce      | Przyrząd | Przyrząd | Przyrząd | Przyrząd | Przyrząd | Przyrząd | Razem   | Miejsce |
| Zawodnik              | Konkurencja        | F            | PH           | R            | V            | PB           | HB           | Razem        | Miejsce      | F        | PH       | R        | V        | PB       | HB       | Razem   | Miejsce |
| --------------------- | ------------------ | ------------ | ------------ | ------------ | ------------ | ------------ | ------------ | ------------ | ------------ | -------- | -------- | -------- | -------- | -------- | -------- | ------- | ------- |
| Andreas Bretschneider | wielobój drużynowy | 14.800       | 13.641       | 14.158       | 14.633       | 14.833       | 13.633       | 85.698       | 24. Q        | 14.533   | 13.516   | 14.466   | —        | 14.466   | 14.466   | —       | —       |
| Lukas Dauser          | wielobój drużynowy | —            | 13.733       | 13.916       | 13.833       | 15.266       | —            | —            | —            | —        | 14.066   | 13.800   | 14.783   | 15.500   | —        | —       | —       |
| Fabian Hambüchen      | wielobój drużynowy | 14.041       | —            | —            | 15.166       | —            | 15.533       | —            | —            | 14.666   | —        | —        | 15.091   | —        | 15.666   | —       | —       |
| Marcel Nguyen         | wielobój drużynowy | 14.500       | 13.433       | 14.733       | 14.600       | 15.466       | 13.366       | 86.098       | 22. Q        | 14.333   | 13.366   | 14.866   | 14.666   | 15.466   | 14.400   | —       | —       |
| Andreas Toba          | wielobój drużynowy | 1.633        | 14.233       | —            | —            | —            | 14.633       | —            | —            | —        | —        | —        | —        | —        | —        | —       | —       |
| RAZEM                 | wielobój drużynowy | 43.341       | 41.607       | 42.807       | 44.399       | 45.565       | 43.799       | 261.518      | 8. Q         | 43.352   | 40.948   | 43.132   | 44.540   | 45.391   | 43.732   | 261.095 | 7.      |

Kobiety
| Zawodniczka     | Konkurencja           | Przyrząd | Przyrząd | Przyrząd | Przyrząd | Razem  | Miejsce |
| Zawodniczka     | Konkurencja           | V        | UB       | BB       | F        | Razem  | Miejsce |
| --------------- | --------------------- | -------- | -------- | -------- | -------- | ------ | ------- |
| Sophie Scheder  | Wielobój indywidualny | 14.033   | 13.950   | 12.666   | 13.258   | 53.907 | 23.     |
| Sophie Scheder  | Poręcze asymetryczne  | —        | 15.566   | —        | —        | 15.566 | brąz    |
| Elisabeth Seitz | Wielobój indywidualny | 14.100   | 15.233   | 13.200   | 13.833   | 56.366 | 17.     |
| Elisabeth Seitz | Poręcze asymetryczne  | —        | 15.533   | —        | —        | 15.533 | 4.      |

| Zawodniczka     | Konkurencja        | Kwalifikacje | Kwalifikacje | Kwalifikacje | Kwalifikacje | Kwalifikacje | Kwalifikacje | Finał    | Finał    | Finał    | Finał    | Finał   | Finał   |
| Zawodniczka     | Konkurencja        | Przyrząd     | Przyrząd     | Przyrząd     | Przyrząd     | Razem        | Miejsce      | Przyrząd | Przyrząd | Przyrząd | Przyrząd | Razem   | Miejsce |
| Zawodniczka     | Konkurencja        | V            | UB           | BB           | F            | Razem        | Miejsce      | V        | UB       | BB       | F        | Razem   | Miejsce |
| --------------- | ------------------ | ------------ | ------------ | ------------ | ------------ | ------------ | ------------ | -------- | -------- | -------- | -------- | ------- | ------- |
| Tabea Alt       | Wielobój drużynowy | 14.833       | 14.666       | 14.233       | —            | —            | —            | 14.800   | —        | 14.600   | —        | —       | —       |
| Kim Bùi         | Wielobój drużynowy | —            | 14.800       | —            | 13.766       | —            | —            | —        | 14.900   | —        | 13.466   | —       | —       |
| Pauline Schäfer | Wielobój drużynowy | 14.400       | —            | 14.400       | 14.300       | —            | —            | 14.266   | —        | 14.500   | 14.375   | —       | —       |
| Sophie Scheder  | Wielobój drużynowy | 13.966       | 15.433       | 12.933       | 13.266       | 55.598       | 23. Q        | 13.933   | 15.466   | —        | —        | —       | —       |
| Elisabeth Seitz | Wielobój drużynowy | 14.100       | 15.466       | 13.866       | 13.666       | 57.098       | 10. Q        | —        | 15.533   | 14.000   | 13.833   | —       | —       |
| RAZEM           | Wielobój drużynowy | 43.333       | 45.699       | 42.499       | 41.732       | 173.263      | 6. Q         | 42.999   | 45.899   | 43.100   | 41.674   | 173.672 | 6.      |

#### Gimnastyka artystyczna
| Zawodnik                                                                                      | Konkurencja           | Eliminacje | Eliminacje | Finał | Finał   |
| Zawodnik                                                                                      | Konkurencja           | Wynik      | Pozycja    | Wynik | Pozycja |
| --------------------------------------------------------------------------------------------- | --------------------- | ---------- | ---------- | ----- | ------- |
| Jana Berezko-Marggrander                                                                      | wielobój indywidualny | 68.249     | 18.        | NQ    | NQ      |
| Natalie Hermann Anastasija Khmelnytska Daniela Potapova Julia Stavickaja Sina Tkaltschewitsch | wielobój drużynowy    | 32.400     | 10.        | NQ    | NQ      |

#### Skoki na trampolinie
| Zawodniczka | Konkurencja | Eliminacje | Eliminacje | Finał  | Finał   |
| Zawodniczka | Konkurencja | Punkty     | Miejsce    | Punkty | Miejsce |
| ----------- | ----------- | ---------- | ---------- | ------ | ------- |
| Leonie Adam | kobiety     | 97.885     | 10.        | NQ     | NQ      |

### Golf
| Zawodnik        | Konkurencja | Runda 1 | Runda 2 | Runda 3 | Runda 4 | Razem  | Razem       | Razem   |
| Zawodnik        | Konkurencja | Punkty  | Punkty  | Punkty  | Punkty  | Punkty | Poniżej par | Pozycja |
| --------------- | ----------- | ------- | ------- | ------- | ------- | ------ | ----------- | ------- |
| Alex Čejka      | mężczyźni   | 67      | 71      | 74      | 69      | 281    | −3          | =21.    |
| Martin Kaymer   | mężczyźni   | 69      | 72      | 72      | 66      | 279    | −5          | =15.    |
| Sandra Gal      | kobiety     | 71      | 74      | 69      | 69      | 283    | −1          | =25.    |
| Caroline Masson | kobiety     | 69      | 69      | 75      | 69      | 282    | −2          | =21.    |

### Hokej na trawie

#### Turniej kobiet
- Reprezentacja kobiet

Trener: Jamilon Mülders
| - Nike Lorenz - Selin Oruz - Anne Schröder - Lisa Schütze - Charlotte Stapenhorst - Katharina Otte - Janne Müller-Wieland - Hannah Krüger - Kristina Reynolds |  | - Jana Teschke - Lisa Hahn - Franzisca Hauke - Cécile Pieper - Marie Mävers - Annika Sprink - Julia Müller - Pia-Sophie Oldhafer |

Grupa A
| Drużyna          | M | W | R | P | G+ | G- | G=  | Pkt |
| ---------------- | - | - | - | - | -- | -- | --- | --- |
| Holandia         | 5 | 4 | 1 | 0 | 13 | 1  | +12 | 13  |
| Nowa Zelandia    | 5 | 3 | 1 | 1 | 11 | 5  | +6  | 10  |
| Niemcy           | 5 | 2 | 1 | 2 | 6  | 6  | 0   | 7   |
| Hiszpania        | 5 | 2 | 0 | 3 | 6  | 12 | -6  | 6   |
| Chiny            | 5 | 1 | 2 | 2 | 3  | 5  | -2  | 5   |
| Korea Południowa | 5 | 0 | 1 | 4 | 3  | 13 | -10 | 1   |

Faza grupowa
| 7 sierpnia 201613:30 | Chiny                                  | 1:1 | Niemcy       | Olympic Hockey Center Sędzia: Melissa Trivic Sarah Wilson |
| 7 sierpnia 201613:30 | Peng Yang 28' (kr)                     | 1:1 | 5' Lisa Hahn | Olympic Hockey Center Sędzia: Melissa Trivic Sarah Wilson |
| 7 sierpnia 201613:30 | 8' Anne Schröder · 58' Franzisca Hauke | 1:1 |              | Olympic Hockey Center Sędzia: Melissa Trivic Sarah Wilson |

| 8 sierpnia 201613:30 | Nowa Zelandia      | 1:2 | Niemcy                                    | Olympic Hockey Center Sędzia: Soledad Iparraguiree Miao Lin |
| 8 sierpnia 201613:30 | Petrea Webster 10' | 1:2 | 22' Pia-Sophie Oldhafer 44' Anne Schröder | Olympic Hockey Center Sędzia: Soledad Iparraguiree Miao Lin |
| 8 sierpnia 201613:30 | 12' Hannah Krüger  | 1:2 |                                           | Olympic Hockey Center Sędzia: Soledad Iparraguiree Miao Lin |

| 7 sierpnia 201613:30 | Niemcy                               | 2:0 | Korea Południowa                                                                           | Olympic Hockey Center Sędzia: Michelle Joubert Kylie Seymour |
| 7 sierpnia 201613:30 | Lisa Hahn 25' (kr) Hannah Krüger 59' | 2:0 |                                                                                            | Olympic Hockey Center Sędzia: Michelle Joubert Kylie Seymour |
| 7 sierpnia 201613:30 | Nike Lorenz 9'                       | 2:0 | 14' An Hyo-ju · 18' Seo Jung-eun · 39' Lee Young-sil · 44' Kim Jong-eun · 47' Seo Jung-eun | Olympic Hockey Center Sędzia: Michelle Joubert Kylie Seymour |

| 11 sierpnia 201617:00 | Niemcy                                      | 1:2 | Hiszpania                                     | Olympic Hockey Center Sędzia: Fanneke Alkemade Miao Lin |
| 11 sierpnia 201617:00 | Lisa Schütze 21'                            | 1:2 | 9' (kr) Cristina Guinea 11' Carola Salvatella | Olympic Hockey Center Sędzia: Fanneke Alkemade Miao Lin |
| 11 sierpnia 201617:00 | 5' Lisa Altenburg · 16' Pia-Sophie Oldhafer | 1:2 |                                               | Olympic Hockey Center Sędzia: Fanneke Alkemade Miao Lin |

| 11 sierpnia 201612:30 | Holandia                             | 2:0 | Niemcy | Olympic Hockey Center Sędzia: Soledad Iparraguiree Melissa Trivic |
| 11 sierpnia 201612:30 | Xan de Waard 5' Kitty van Male 44'   | 2:0 |        | Olympic Hockey Center Sędzia: Soledad Iparraguiree Melissa Trivic |
| 11 sierpnia 201612:30 | 25' Anne Schröder · 53' Julia Müller | 2:0 |        | Olympic Hockey Center Sędzia: Soledad Iparraguiree Melissa Trivic |

Ćwierćfinał
| 15 sierpnia 201612:30 | Stany Zjednoczone     | 1:2 | Niemcy                                          | Olympic Hockey Center Sędzia: Carolina de la Fuente Miao Lin |
| 15 sierpnia 201612:30 | Katelyn Falgowski 57' | 1:2 | 8' Marie Mävers 14' Lisa Hahn                   | Olympic Hockey Center Sędzia: Carolina de la Fuente Miao Lin |
| 15 sierpnia 201612:30 | Melissa Gonzalez 48'  | 1:2 | 48' Charlotte Stapenhorst · 58' Franzisca Hauke | Olympic Hockey Center Sędzia: Carolina de la Fuente Miao Lin |

Półfinał
| 17 sierpnia 201612:00 | Holandia | 1:1 k. 4:3  | Niemcy | Olympic Hockey Center Sędzia: Laurine Delforge Soledad Iparraguiree |
| 17 sierpnia 201612:00 | Maartje Paumen 16' (kr)                                                                                        | 1:1 k. 4:3  | 11' (kr) Lisa Schütze | Olympic Hockey Center Sędzia: Laurine Delforge Soledad Iparraguiree |
| 17 sierpnia 201612:00 | 21' Jana Teschke · 28' Lisa Altenburg · 53' Julia Müller · 54' Pia-Sophie Oldhafer                             | 1:1 k. 4:3  | | Olympic Hockey Center Sędzia: Laurine Delforge Soledad Iparraguiree |
| 17 sierpnia 201612:00 | · Willemijn Bos · Ellen Hoog · Marloes Keetels · Margot van Geffen · Kelly Jonker · Willemijn Bos · Ellen Hoog | Rzuty karne | · Janne Müller-Wieland · Marie Mävers · Lisa Hahn · Jana Teschke · Franzisca Hauke · Janne Müller-Wieland · Marie Mävers | Olympic Hockey Center Sędzia: Laurine Delforge Soledad Iparraguiree |

Mecz o 3. miejsce
| 19 sierpnia 201612:00 | Niemcy                                     | 2:1 | Nowa Zelandia          | Olympic Hockey Center Sędzia: Irene Presenqui Sarah Wilson |
| 19 sierpnia 201612:00 | Charlotte Stapenhorst 34' Lisa Schütze 38' | 2:1 | 45+' (kr) Olivia Merry | Olympic Hockey Center Sędzia: Irene Presenqui Sarah Wilson |

#### Turniej mężczyzn
- Reprezentacja mężczyzn

Trener: Valentin Altenburg
| - Nicolas Jacobi - Mathias Müller - Linus Butt - Martin Häner (k) - Moritz Trompertz - Mats Grambusch - Christopher Wesley - Timm Herzbruch |  | - Tobias Hauke - Tom Grambusch - Christopher Rühr - Martin Zwicker - Moritz Fürste - Florian Fuchs - Timur Oruz - Niklas Wellen |

Grupa B
| Drużyna   | M | W | R | P | G+ | G- | G=  | Pkt |
| --------- | - | - | - | - | -- | -- | --- | --- |
| Niemcy    | 5 | 4 | 1 | 0 | 17 | 10 | +7  | 13  |
| Holandia  | 5 | 3 | 1 | 1 | 18 | 6  | +12 | 10  |
| Argentyna | 5 | 2 | 2 | 1 | 14 | 12 | +2  | 8   |
| Indie     | 5 | 2 | 1 | 2 | 9  | 9  | 0   | 7   |
| Irlandia  | 5 | 1 | 0 | 4 | 10 | 16 | -6  | 3   |
| Kanada    | 5 | 0 | 1 | 4 | 7  | 22 | -15 | 1   |

Faza grupowa
| 6 sierpnia 201618:00 | Kanada                                  | 2:6 | Niemcy                                                                                         | Olympic Hockey Center Sędzia: Marcelo Servetto Simon Taylor |
| 6 sierpnia 201618:00 | Mark Pearson 11' Keegan Pereira 39'     | 2:6 | 4' (kar.), 33' (kr) Moritz Fürste 6' (46) Niklas Wellen 14' (kr) Mathias Müller 26' Linus Butt | Olympic Hockey Center Sędzia: Marcelo Servetto Simon Taylor |
| 6 sierpnia 201618:00 | Jagdish Gill 25' · Matthew Sarmento 30' | 2:6 | 52' Martin Häner                                                                               | Olympic Hockey Center Sędzia: Marcelo Servetto Simon Taylor |

| 8 sierpnia 201611:00 | Niemcy                                  | 2:1 | Indie                       | Olympic Hockey Center Sędzia: Tim Pullman Martin Madden |
| 8 sierpnia 201611:00 | Niklas Wellen 18' Christopher Rühr 60'  | 2:1 | 23' (kr) Rupinder Pal Singh | Olympic Hockey Center Sędzia: Tim Pullman Martin Madden |
| 8 sierpnia 201611:00 | Christopher Rühr 13' · Martin Häner 52' | 2:1 | 19' Uthappa Sannuvanda      | Olympic Hockey Center Sędzia: Tim Pullman Martin Madden |

| 9 sierpnia 201612:30 | Niemcy                                              | 3:2 | Irlandia                             | Olympic Hockey Center Sędzia: Marcelo Servetto Lim Hong Zhen |
| 9 sierpnia 201612:30 | Moritz Fürste 13' (kr), 38' (kr) Martin Zwicker 42' | 3:2 | 26' Eugene Magee 59' Michael Darling | Olympic Hockey Center Sędzia: Marcelo Servetto Lim Hong Zhen |
| 9 sierpnia 201612:30 | Timm Herzbruch 12' · Martin Zwicker 48'             | 3:2 | 48' Alan Sothern                     | Olympic Hockey Center Sędzia: Marcelo Servetto Lim Hong Zhen |

| 11 sierpnia 201612:30 | Argentyna                                                                                      | 4:4 | Niemcy                                                                          | Olympic Hockey Center Sędzia: Adam Kearns Paco Vázquez |
| 11 sierpnia 201612:30 | Lucas Vila 4' Pedro Ibarra 29' (kr) Gonzalo Peillat 48' (kr) Matías Rey 57'                    | 4:4 | 15' Timm Herzbruch 24' Christopher Wesley 28' Mats Grambusch 60' Mathias Müller | Olympic Hockey Center Sędzia: Adam Kearns Paco Vázquez |
| 11 sierpnia 201612:30 | Lucas Vila 14' · Gonzalo Peillat 27' · Manuel Brunet 31' · Joaquin Menini 40' · Juan Lopez 60' | 4:4 | 68' Martin Häner · 29' Christopher Wesley · 37' Timur Oruz                      | Olympic Hockey Center Sędzia: Adam Kearns Paco Vázquez |

| 12 sierpnia 201613:30 | Niemcy                                                                            | 2:1 | Holandia                                      | Olympic Hockey Center Sędzia: Murray Grime Marcelo Servetto |
| 12 sierpnia 201613:30 | Florian Fuchs 7' Mats Grambusch 33'                                               | 2:1 | 44' Seve van As                               | Olympic Hockey Center Sędzia: Murray Grime Marcelo Servetto |
| 12 sierpnia 201613:30 | Moritz Fürste 36' · Martin Zwicker 40' · Niklas Wellen 44' · Christopher Rühr 58' | 2:1 | 30' Mirco Pruijser · 60' Robert van der Horst | Olympic Hockey Center Sędzia: Murray Grime Marcelo Servetto |

Ćwierćfinał
| 14 sierpnia 201620:30 | Niemcy                                             | 3:2 | Nowa Zelandia                                 | Olympic Hockey Center Sędzia: Marcelo Servetto Murray Grime |
| 14 sierpnia 201620:30 | Moritz Fürste 56' (kr), 60' (kr) Florian Fuchs 60' | 3:2 | 58' (kar.) Hugo Inglis 49' (kr) Shea McAleese | Olympic Hockey Center Sędzia: Marcelo Servetto Murray Grime |
| 14 sierpnia 201620:30 | 48' Simon Child · 59' Nick Wilson                  | 3:2 |                                               | Olympic Hockey Center Sędzia: Marcelo Servetto Murray Grime |

Półfinał
| 16 sierpnia 201612:00 | Argentyna                                                                     | 5:2 | Niemcy                                        | Olympic Hockey Center Sędzia: Marcin Grochal John Wright |
| 16 sierpnia 201612:00 | Gonzalo Peillat 9' (kr), 12' (kr), 28' (kr) Joaquín Menini 36' 47' Lucas Vila | 5:2 | 51' (kar.) Moritz Fürste 58' Christopher Rühr | Olympic Hockey Center Sędzia: Marcin Grochal John Wright |
| 16 sierpnia 201612:00 | 45' Martin Zwicker                                                            | 5:2 |                                               | Olympic Hockey Center Sędzia: Marcin Grochal John Wright |

Mecz o 3. miejsce
| 18 sierpnia 201612:00 | Holandia                                                                                 | 1:1 k. 3:4  | Niemcy                                                        | Olympic Hockey Center Sędzia: Marcelo Servetto Martin Madden |
| 18 sierpnia 201612:00 | Jorrit Croon 35'                                                                         | 1:1 k. 3:4  | 42' Tom Grambusch                                             | Olympic Hockey Center Sędzia: Marcelo Servetto Martin Madden |
| 18 sierpnia 201612:00 | Billy Bakker 18'                                                                         | 1:1 k. 3:4  |                                                               | Olympic Hockey Center Sędzia: Marcelo Servetto Martin Madden |
| 18 sierpnia 201612:00 | · Billy Bakker · Robbert Kempermann · Jeroen Hertzberger · Seve van Ass · Sander de Wijn | Rzuty karne | · Tobias Hauke · Mats Grambusch · Timm Herzbruch · Linus Butt | Olympic Hockey Center Sędzia: Marcelo Servetto Martin Madden |

### Jeździectwo

#### Ujeżdżenie
| Zawodnik                                                                    | Konkurencja              | Grand Prix | Grand Prix | Grand Prix Special | Grand Prix Special | Grand Prix Freestyle | Grand Prix Freestyle | Finał  | Finał   |
| Zawodnik                                                                    | Konkurencja              | Wynik      | Pozycja    | Wynik              | Pozycja            | Technika             | Artystyka            | Razem  | Pozycja |
| --------------------------------------------------------------------------- | ------------------------ | ---------- | ---------- | ------------------ | ------------------ | -------------------- | -------------------- | ------ | ------- |
| Kristina Bröring-Sprehe                                                     | Ujeżdżenie indywidualnie | 82.257     | 2. Q       | 81.401             | 4. Q               | 83.714               | 90.571               | 87.142 | brąz    |
| Sönke Rothenberger                                                          | Ujeżdżenie indywidualnie | 77.329     | 7. Q       | 76.261             | 10.                | NQ                   | NQ                   | NQ     | NQ      |
| Dorothee Schneider                                                          | Ujeżdżenie indywidualnie | 80.986     | 4. Q       | 82.619             | 3. Q               | 79.607               | 86.285               | 82.946 | 6.      |
| Isabell Werth                                                               | Ujeżdżenie indywidualnie | 81.029     | 3. Q       | 83.711             | 1. Q               | 85.285               | 92.857               | 89.071 | srebro  |
| Kristina Bröring-Sprehe Sönke Rothenberger Dorothee Schneider Isabell Werth | Ujeżdżenie drużynowo     | 81.295     | 1. Q       | 81.936             | 1.                 | —                    | —                    | 81.936 | złoto   |

#### Skoki przez przeszkody
| Zawodnik                                                                   | Konkurencja         | Runda 1 | Runda 1 | Runda 2 | Runda 2 | Runda 2 | Runda 3 | Runda 3 | Runda 3 | Finał   | Finał   | Finał   | Finał   | Finał   | Finał | Finał |
| Zawodnik                                                                   | Konkurencja         | Runda 1 | Runda 1 | Runda 2 | Runda 2 | Runda 2 | Runda 3 | Runda 3 | Runda 3 | Runda A | Runda A | Runda B | Runda B | Runda B | Razem | Razem |
| Zawodnik                                                                   | Konkurencja         | Błędy   | Poz.    | Błędy   | Razem   | Poz.    | Błędy   | Razem   | Poz.    | Błędy   | Poz.    | Błędy   | Razem   | Poz.    | Błędy | Poz.  |
| -------------------------------------------------------------------------- | ------------------- | ------- | ------- | ------- | ------- | ------- | ------- | ------- | ------- | ------- | ------- | ------- | ------- | ------- | ----- | ----- |
| Christian Ahlmann                                                          | Skoki indywidualnie | 0       | =1. Q   | 0       | 0       | =1. Q   | 4       | 4       | =7.     | 0       | 1. Q    | 4       | 4       | =14.    | 4     | =9.   |
| Ludger Beerbaum                                                            | Skoki indywidualnie | 4       | =27. Q  | 4       | 8       | =30 Q   | 0       | 8       | 18.     | NQ      | NQ      | NQ      | NQ      | NQ      | NQ    | NQ    |
| Daniel Deußer                                                              | Skoki indywidualnie | 0       | =1. Q   | 0       | 0       | =1. Q   | 4       | 4       | =7.     | 0       | 1. Q    | 4       | 4       | =14.    | 4     | =9.   |
| Meredith Michaels-Beerbaum                                                 | Skoki indywidualnie | 0       | =1. Q   | 0       | 0       | =1. Q   | 5       | 5       | =13.    | EL      | EL      | NQ      | NQ      | NQ      | NQ    | NQ    |
| Christian Ahlmann Ludger Beerbaum Daniel Deußer Meredith Michaels-Beerbaum | Skoki drużynowo     | 0       | 1.      | 0       | 0       | =1. Q   | 8       | 8       | =3.     | —       | —       | —       | —       | —       | 8     | brąz  |

#### WKKW
| Zawodnik                                                   | Konkurencja        | Ujeżdżenie | Ujeżdżenie | Cross-country | Cross-country | Cross-country | Skoki        | Skoki        | Skoki        | Skoki | Skoki  | Skoki | Razem  | Razem  |
| Zawodnik                                                   | Konkurencja        | Ujeżdżenie | Ujeżdżenie | Cross-country | Cross-country | Cross-country | Kwalifikacje | Kwalifikacje | Kwalifikacje | Finał | Finał  | Finał | Razem  | Razem  |
| Zawodnik                                                   | Konkurencja        | Błędy      | Poz.       | Błędy         | Razem         | Poz.          | Błędy        | Razem        | Poz.         | Błędy | Razem  | Poz.  | Błędy  | Poz.   |
| ---------------------------------------------------------- | ------------------ | ---------- | ---------- | ------------- | ------------- | ------------- | ------------ | ------------ | ------------ | ----- | ------ | ----- | ------ | ------ |
| Sandra Auffarth                                            | WKKW indywidualnie | 41.60      | 8.         | 24.80         | 66.40         | 20.           | 0.00         | 66.40        | 17.          | 0.00  | 66.40  | 11.   | 66.40  | 11.    |
| Michael Jung                                               | WKKW indywidualnie | 40.90      | 5.         | 0.00          | 40.90         | 2.            | 0.00         | 40.90        | 1.           | 0.00  | 40.90  | 1.    | 40.90  | złoto  |
| Ingrid Klimke                                              | WKKW indywidualnie | 39.50      | 4.         | 26.00         | 65.50         | 19.           | 0.00         | 65.50        | 15.          | 4.00  | 69.50  | 14.   | 69.50  | 14.    |
| Julia Krajewski                                            | WKKW indywidualnie | 44.80      | 18.        | EL            | EL            | EL            | NQ           | NQ           | NQ           | NQ    | NQ     | NQ    | NQ     | NQ     |
| Sandra Auffarth Michael Jung Ingrid Klimke Julia Krajewski | WKKW drużynowo     | 122.00     | 4.         | 50.80         | 172.80        | 4.            | —            | —            | —            | 0.00  | 172.80 | 2.    | 172.80 | srebro |

### Judo
Mężczyźni
| Zawodnik          | Konkurencja | 1/32             | 1/16                | 1/8              | Ćwierćfinał       | Półfinał         | Repasaż          | Finał/BM              | Finał/BM |
| Zawodnik          | Konkurencja | Przeciwnik Wynik | Przeciwnik Wynik    | Przeciwnik Wynik | Przeciwnik Wynik  | Przeciwnik Wynik | Przeciwnik Wynik | Przeciwnik Wynik      | Pozycja  |
| ----------------- | ----------- | ---------------- | ------------------- | ---------------- | ----------------- | ---------------- | ---------------- | --------------------- | -------- |
| Tobias Englmaier  | - 60 kg     | BYE              | Garrigos 000-001    | NQ               | NQ                | NQ               | NQ               | NQ                    | 33.      |
| Sebastian Seidl   | - 66 kg     | BYE              | Basile 000-100      | NQ               | NQ                | NQ               | NQ               | NQ                    | 33.      |
| Igor Wandtke      | - 73 kg     | BYE              | Deprez 000-000 SH   | Muki 000-010     | NQ                | NQ               | NQ               | NQ                    | 17.      |
| Sven Maresch      | - 81 kg     | BYE              | Toma 000-101        | NQ               | NQ                | NQ               | NQ               | NQ                    | 33.      |
| Marc Odenthal     | - 90 kg     | BYE              | Baker 000-100       | NQ               | NQ                | NQ               | NQ               | NQ                    | 33.      |
| Karl-Richard Frey | - 100 kg    | BYE              | Cirjenics 100-000   | Soe 100-000      | Błoszenko 000-011 | NQ               | Darwisz 100-000  | Cyrille Maret 000-100 | 5.       |
| André Breitbarth  | +100 kg     | —                | Krakowiecki 000-100 | NQ               | NQ                | NQ               | NQ               | NQ                    | 17.      |

Kobiety
| Zawodniczka       | Konkurencja | 1/16                | 1/8                   | Ćwierćfinał         | Półfinał            | Repasaż             | Finał/BM            | Finał/BM |
| Zawodniczka       | Konkurencja | Przeciwniczka Wynik | Przeciwniczka Wynik   | Przeciwniczka Wynik | Przeciwniczka Wynik | Przeciwniczka Wynik | Przeciwniczka Wynik | Pozycja  |
| ----------------- | ----------- | ------------------- | --------------------- | ------------------- | ------------------- | ------------------- | ------------------- | -------- |
| Mareen Kräh       | - 52 kg     | Skrypnik 011-001    | Giuffrida 000-001     | NQ                  | NQ                  | NQ                  | NQ                  | 9.       |
| Miryam Roper      | - 57 kg     | Silva 000-100       | NQ                    | NQ                  | NQ                  | NQ                  | NQ                  | 17.      |
| Martyna Trajdos   | - 63 kg     | BYE                 | Silva 000-001 SH      | NQ                  | NQ                  | NQ                  | NQ                  | 17.      |
| Laura Vargas Koch | - 70 kg     | BYE                 | de Fátima 000-000 SH  | Graf 100-000        | Tachimoto 000-010   | NQ                  | Bernabéu 010-000    | brąz     |
| Luise Malzahn     | - 78 kg     | BYE                 | Pogorzelec 000-000 SH | Aguiar 000-000 SH   | NQ                  | Powell 100-000      | Velenšek 000-100    | 5.       |
| Jasmin Külbs      | + 78 kg     | Czibisowa 000– 101  | NQ                    | NQ                  | NQ                  | NQ                  | NQ                  | 17.      |

### Kajakarstwo

#### Kajakarstwo klasyczne
Mężczyźni
| Zawodnik                                           | Konkurencja | Eliminacje | Eliminacje | Półfinały | Półfinały | Finał A/B | Finał A/B | Pozycja |
| Zawodnik                                           | Konkurencja | Czas       | Pozycja    | Czas      | Pozycja   | Czas      | Pozycja   | Pozycja |
| -------------------------------------------------- | ----------- | ---------- | ---------- | --------- | --------- | --------- | --------- | ------- |
| Ronald Rauhe                                       | K-1 200m    | 34,350     | 1. Q       | 34,180    | 2. FA     | 35,662    | 3.        | brąz    |
| Max Hoff                                           | K-1 1000m   | 3:33,585   | 2. Q       | 3:36,136  | 2. FA     | 3:37,581  | 7.        | 7.      |
| Stefan Kiraj                                       | C-1 200m    | 41,198     | 5. Q       | 43,171    | 6.        | NQ        | NQ        | NQ      |
| Sebastian Brendel                                  | C-1 1000m   | 3:58,44    | 1. FA      | BYE       | BYE       | 3:56,926  | 1.        | złoto   |
| Ronald Rauhe Tom Liebscher                         | K-2 200m    | 31,572     | 4. Q       | 32,061    | 2. FA     | 32,488    | 5.        | 5.      |
| Marcus Groß Max Rendschmidt                        | K-2 1000m   | 3:19.258   | 1. FA      | BYE       | BYE       | 3:10,781  | 1.        | złoto   |
| Sebastian Brendel Jan Vandrey                      | C-2 1000m   | 3:33,482   | 1. FA      | BYE       | BYE       | 3:43,912  | 1.        | złoto   |
| Marcus Groß Max Hoff Tom Liebscher Max Rendschmidt | K-4 1000m   | 2:52,836   | 1. FA      | BYE       | BYE       | 3:02,143  | 1.        | złoto   |

Kobiety
| Zawodniczka                                                    | Konkurencja | Eliminacje | Eliminacje | Półfinały | Półfinały | Finał    | Finał   | Pozycja |
| Zawodniczka                                                    | Konkurencja | Czas       | Pozycja    | Czas      | Pozycja   | Czas     | Pozycja | Pozycja |
| -------------------------------------------------------------- | ----------- | ---------- | ---------- | --------- | --------- | -------- | ------- | ------- |
| Conny Waßmuth                                                  | K-1 200m    | 41.972     | 5. Q       | 41,725    | 6.        | NQ       | NQ      | NQ      |
| Franziska Weber                                                | K-1 500m    | 1:56,601   | 4. Q       | 1:56,515  | 1. FA     | 1:52,402 | 5.      | 5.      |
| Tina Dietze Franziska Weber                                    | K-2 500m    | 1:42.184   | 1. FA      | BYE       | BYE       | 1:43,738 | 2.      | srebro  |
| Sabrina Hering Franziska Weber Steffi Kriegerstein Tina Dietze | K-4 500m    | 1:33,185   | 3. Q       | 1:34.710  | 1. FA     | 1:15,094 | 2.      | srebro  |

#### Kajakarstwo górskie
Mężczyźni
| Zawodnik                | Konkurencja | Eliminacje | Eliminacje | Eliminacje | Eliminacje | Eliminacje | Eliminacje | Półfinały | Półfinały | Finał  | Finał   | Pozycja |
| Zawodnik                | Konkurencja | P 1        | M.         | P 2        | M.         | Najlepszy  | M.         | Czas      | Miejsce   | Czas   | Miejsce | Pozycja |
| ----------------------- | ----------- | ---------- | ---------- | ---------- | ---------- | ---------- | ---------- | --------- | --------- | ------ | ------- | ------- |
| Hannes Aigner           | K-1         | 90,33      | 7.         | 87,31      | 2.         | 87,31      | 3. Q       | 91,87     | 6. Q      | 89,02  | 4.      | 4.      |
| Sideris Tasiadis        | C-1         | 100,47     | 8.         | 92,23      | 1.         | 92,23      | 1. Q       | 95,63     | 1. Q      | 97,90  | 5.      | 5.      |
| Franz Anton Jan Benzien | C-2         | 103,43     | 4.         | 114,35     | 8.         | 103,43     | 5. Q       | 107,93    | 1. Q      | 103,58 | 4.      | 4.      |

Kobiety
| Zawodniczka     | Konkurencja | Eliminacje | Eliminacje | Eliminacje | Eliminacje | Eliminacje | Eliminacje | Półfinał | Półfinał | Finał  | Finał   | Pozycja |
| Zawodniczka     | Konkurencja | P 1        | M.         | P 2        | M.         | Razem      | M.         | Czas     | Miejsce  | Czas   | Miejsce | Pozycja |
| --------------- | ----------- | ---------- | ---------- | ---------- | ---------- | ---------- | ---------- | -------- | -------- | ------ | ------- | ------- |
| Melanie Pfeifer | K-1         | 115,60     | 15.        | 107,30     | 12.        | 107,30     | 14. Q      | 108,58   | 10. Q    | 106,89 | 7.      | 7.      |

### Kolarstwo

#### Kolarstwo szosowe
Mężczyźni
| Zawodnik         | Konkurencja                | Czas    | Pozycja |
| ---------------- | -------------------------- | ------- | ------- |
| Emanuel Buchmann | wyścig ze startu wspólnego | 6:13:03 | 14.     |
| Simon Geschke    | wyścig ze startu wspólnego | DNF     | DNF     |
| Simon Geschke    | jazda indywidualna na czas | 1:15:49 | 13.     |
| Maximilian Levy  | wyścig ze startu wspólnego | DNF     | DNF     |
| Tony Martin      | wyścig ze startu wspólnego | DNF     | DNF     |
| Tony Martin      | jazda indywidualna na czas | 1:15:33 | 12.     |

Kobiety
| Zawodniczka         | Konkurencja                | Czas     | Pozycja |
| ------------------- | -------------------------- | -------- | ------- |
| Lisa Brennauer      | jazda indywidualna na czas | 45:22,62 | 8.      |
| Lisa Brennauer      | wyścig ze startu wspólnego | 3:56:34  | 19.     |
| Romy Kasper         | wyścig ze startu wspólnego | 4:02:07  | 44.     |
| Claudia Lichtenberg | wyścig ze startu wspólnego | 3:58:03  | 31.     |
| Trixi Worrack       | wyścig ze startu wspólnego | 4:01:33  | 43.     |
| Trixi Worrack       | jazda indywidualna na czas | 46:52,77 | 16.     |

#### Kolarstwo górskie
Mężczyźni
| Zawodnik      | Konkurencja   | Czas    | Pozycja |
| ------------- | ------------- | ------- | ------- |
| Manuel Fumic  | cross-country | 1:37:39 | 17.     |
| Moritz Milatz | cross-country | 1:43:14 | 38.     |

Kobiety
| Zawodniczka   | Konkurencja   | Czas    | Pozycja |
| ------------- | ------------- | ------- | ------- |
| Helen Grobert | cross-country | 1:34:08 | 12.     |
| Sabine Spitz  | cross-country | 1:39:16 | 19.     |

#### Kolarstwo torowe
Sprint
| Zawodnik        | Konkurencja       | Kwalifikacje         | Kwalifikacje | Runda 1              | Repasaż                   | Runda 2         | Repasaż              | Ćwierćfinały          | Półfinały                  | Finał                                         | Finał   |
| Zawodnik        | Konkurencja       | Czas Prędkość (km/h) | Pozycja      | Przeciwnik Czas      | Przeciwnik Czas           | Przeciwnik Czas | Przeciwnik Czas      | Przeciwnik Czas       | Przeciwnik Czas            | Przeciwnik Czas                               | Pozycja |
| --------------- | ----------------- | -------------------- | ------------ | -------------------- | ------------------------- | --------------- | -------------------- | --------------------- | -------------------------- | --------------------------------------------- | ------- |
| Joachim Eilers  | indywidualnie (m) | 9,908 72.668         | 12. Q        | Zieliński W 10,428   | —                         | Xu W 10,449     | —                    | Glaetzer P            | NQ                         | o 5. miejsce Constable Xu Baugé W 10,525      | 5.      |
| Maximilian Levy | indywidualnie (m) | 10,035 71.748        | 18. Q        | Kenny P              | Phillip Dawkins W 10,536  | Glaetzer P      | Constable Hoogland P | NQ                    | NQ                         | o 9. miejsce Hoogland Webster Puerta W 10,275 | 9.      |
| Kristina Vogel  | indywidualnie (k) | 10,865 66.267        | 6. Q         | van Riessen W 11,279 | —                         | Hansen W 11,197 | —                    | Lee W 11,230 W 11,373 | Marchant W 11,302 W 11,153 | James W 11,237 W 11,312                       | złoto   |
| Miriam Welte    | indywidualnie (k) | 11,038 65.229        | 14. Q        | Zhong P              | O’Brien Sullivan W 11,466 | Marchant P      | Zhong Meares P       | NQ                    | NQ                         | o 9. miejsce Meares Cueff Hansen P            | 11.     |

| Zawodnicy                                | Konkurencja          | Kwalifikacje         | Kwalifikacje | Półfinały                | Półfinały | Finał                | Finał   |
| Zawodnicy                                | Konkurencja          | Czas Prędkość (km/h) | Pozycja      | Przeciwnik Czas          | Pozycja   | Przeciwnik Czas      | Pozycja |
| ---------------------------------------- | -------------------- | -------------------- | ------------ | ------------------------ | --------- | -------------------- | ------- |
| Joachim Eilers René Enders Max Niederlag | sprint drużynowy (m) | 43,711 61.769        | 7. Q         | Nowa Zelandia · P 43,455 | 5.        | NQ                   | NQ      |
| Kristina Vogel Miriam Welte              | sprint drużynowy (k) | 32,673 55.091        | 3. Q         | Francja · W 32,806       | 4. Q      | Australia · W 32,636 | brąz    |

Keirin
| Zawodnik        | Konkurencja | Runda 1 | Repesaż | Runda 2 | Finał   |
| Zawodnik        | Konkurencja | Pozycja | Pozycja | Pozycja | Pozycja |
| --------------- | ----------- | ------- | ------- | ------- | ------- |
| Joachim Eilers  | mężczyźni   | 2. Q    | BYE     | 1. Q    | 4.      |
| Maximilian Levy | mężczyźni   | 3.R     | 4.      | NQ      | NQ      |
| Kristina Vogel  | kobiety     | 1. Q    | BYE     | 1. Q    | 6.      |
| Miriam Welte    | kobiety     | 7.R     | 5.      | NQ      | NQ      |

Omnium
| Zawodnik    | Konkurencja | Okrążenie start lotny | Okrążenie start lotny | Wyścig punktowy | Wyścig punktowy | Wyścig eliminacyjny | Wyścig na dochodzenie | Wyścig na dochodzenie | Scratch | Wyścig czas | Wyścig czas | Suma punktów | Pozycja |
| Zawodnik    | Konkurencja | Czas                  | M.                    | Punkty          | M.              | Miejsce             | Czas                  | M.                    | M.      | Czas        | M.          | Suma punktów | Pozycja |
| ----------- | ----------- | --------------------- | --------------------- | --------------- | --------------- | ------------------- | --------------------- | --------------------- | ------- | ----------- | ----------- | ------------ | ------- |
| Anna Knauer | kobiety     | 14,447                | 10.                   | 3               | 11.             | 8.                  | 3:42,987              | 13.                   | 16.     | 36,370      | 10.         | 99           | 13.     |
| Roger Kluge | mężczyźni   | 13.332                | 11.                   | 33              | 3.              | 12.                 | 4:18,907              | 4.                    | 2.      | 1:03,797    | 9.          | 167          | 6.      |

Wyścig drużynowy na dochodzenie
| Zawodnicy                                                     | Konkurencja | Kwalifikacje | Kwalifikacje | Półfinał              | Półfinał | Finał             | Finał |
| Zawodnicy                                                     | Konkurencja | Czas         | M.           | Przeciwnik Wynik      | M.       | Przeciwnik Wynik  | M.    |
| ------------------------------------------------------------- | ----------- | ------------ | ------------ | --------------------- | -------- | ----------------- | ----- |
| Henning Bommel Nils Schomber Kersten Thiele Domenic Weinstein | mężczyźni   | 4:00,911     | 6. Q         | Szwajcaria · 3:56,903 | 6. Q     | Włochy · 3:59,485 | 5.    |
| Charlotte Becker Mieke Kröger Stephanie Pohl Gudrun Stock     | kobiety     | 4:30,068     | 9.           | NQ                    | NQ       | NQ                | NQ    |

#### Kolarstwo BMX
| Zawodnik       | Konkurencja | Eliminacje | Eliminacje | Ćwierćfinał | Ćwierćfinał | Półfinał | Półfinał | Finał | Finał   |
| Zawodnik       | Konkurencja | Wynik      | Miejsce    | Punkty      | Miejsce     | Punkty   | Miejsce  | Wynik | Miejsce |
| -------------- | ----------- | ---------- | ---------- | ----------- | ----------- | -------- | -------- | ----- | ------- |
| Luis Brethauer | mężczyźni   | 35,379     | 15.        | 7           | 2. Q        | 23       | 8.       | NQ    | NQ      |
| Nadja Pries    | kobiety     | 37,152     | 14.        | —           | —           | 19       | 7.       | NQ    | NQ      |

### Lekkoatletyka
Mężczyźni
Konkurencje biegowe
| Zawodnik                                                 | Konkurencja        | Eliminacje | Eliminacje | Runda 1  | Runda 1 | Półfinał | Półfinał | Finał   | Finał   |
| Zawodnik                                                 | Konkurencja        | Wynik      | Miejsce    | Wynik    | Miejsce | Wynik    | Miejsce  | Wynik   | Miejsce |
| -------------------------------------------------------- | ------------------ | ---------- | ---------- | -------- | ------- | -------- | -------- | ------- | ------- |
| Lucas Jakubczyk                                          | 100 m              | BYE        | BYE        | 10,25    | 5.      | NQ       | NQ       | NQ      | NQ      |
| Julian Reus                                              | 100 m              | BYE        | BYE        | 10,34    | 7.      | NQ       | NQ       | NQ      | NQ      |
| Julian Reus                                              | 200 m              | —          | —          | 20,39 SB | 3.      | NQ       | NQ       | NQ      | NQ      |
| Robin Erewa                                              | 200 m              | —          | —          | 20,61    | 5.      | NQ       | NQ       | NQ      | NQ      |
| Aleixo-Platini Menga                                     | 200 m              | —          | —          | 20,80    | 5.      | NQ       | NQ       | NQ      | NQ      |
| Homiyu Tesfaye                                           | 1500 m             | —          | —          | 3:47,44  | 7.      | NQ       | NQ       | NQ      | NQ      |
| Florian Orth                                             | 5000 m             | —          | —          | 13:28,88 | 14.     | NQ       | NQ       | NQ      | NQ      |
| Richard Ringer                                           | 5000 m             | —          | —          | 14:05,01 | 20.     | NQ       | NQ       | NQ      | NQ      |
| Matthias Bühler                                          | 110 m przez płotki | —          | —          | 13,90    | 4.      | NQ       | NQ       | NQ      | NQ      |
| Gregor Traber                                            | 110 m przez płotki | —          | —          | 13,50    | 3. Q    | 13,43    | 5.       | NQ      | NQ      |
| Alexander John                                           | 110 m przez płotki | —          | —          | 14,13    | 5.      | NQ       | NQ       | NQ      | NQ      |
| Robert Hering Sven Knipphals Lucas Jakubczyk Julian Reus | 4 × 100 m          | —          | —          | 38,26    | 6.      | —        | —        | NQ      | NQ      |
| Nils Brembach                                            | chód na 20 km      | —          | —          | —        | —       | —        | —        | 1:23:46 | 38.     |
| Christopher Linke                                        | chód na 20 km      | —          | —          | —        | —       | —        | —        | 1:20:00 | 5.      |
| Hagen Pohle                                              | chód na 20 km      | —          | —          | —        | —       | —        | —        | 1:21:44 | 18.     |
| Hagen Pohle                                              | chód na 50 km      | —          | —          | —        | —       | —        | —        | DNF     | DNF     |
| Carl Dohmann                                             | chód na 50 km      | —          | —          | —        | —       | —        | —        | DNF     | DNF     |
| Julian Flügel                                            | maraton            | —          | —          | —        | —       | —        | —        | 2:20:47 | 71.     |
| Philipp Pflieger                                         | maraton            | —          | —          | —        | —       | —        | —        | 2:18:56 | 51.     |

Konkurencje techniczne
| Zawodnik          | Konkurencja    | Kwalifikacje | Kwalifikacje | Finał    | Finał   |
| Zawodnik          | Konkurencja    | Wynik        | Miejsce      | Wynik    | Miejsce |
| ----------------- | -------------- | ------------ | ------------ | -------- | ------- |
| Christoph Harting | rzut dyskiem   | 65,41        | 3. Q         | 68,37 PB | złoto   |
| Robert Harting    | rzut dyskiem   | 62,21        | 15.          | NQ       | NQ      |
| Daniel Jasinski   | rzut dyskiem   | 62,83        | 11. Q        | 67,08    | brąz    |
| David Storl       | pchnięcie kulą | 20,47        | 10. q        | 20,64    | 7.      |
| Tobias Dahm       | pchnięcie kulą | 19,62        | 22.          | NQ       | NQ      |
| Fabian Heinle     | skok w dal     | 7,79         | 18.          | NQ       | NQ      |
| Alyn Camara       | skok w dal     | 5,16         | 30.          | NQ       | NQ      |
| Thomas Röhler     | rzut oszczepem | 83,01        | 9. Q         | 90,30    | złoto   |
| Johannes Vetter   | rzut oszczepem | 85,96        | 2. Q         | 85,32    | 4.      |
| Julian Weber      | rzut oszczepem | 84,36        | 3. Q         | 81,36    | 9.      |
| Karsten Dilla     | skok o tyczce  | 5,30         | 28.          | NQ       | NQ      |
| Raphael Holzdeppe | skok o tyczce  | 5,45         | 25.          | NQ       | NQ      |
| Tobias Scherbarth | skok o tyczce  | 5,45         | 26.          | NQ       | NQ      |
| Eike Onnen        | skok wzwyż     | 2,26         | 24.          | NQ       | NQ      |
| Mateusz Przybylko | skok wzwyż     | 2,22         | 28.          | NQ       | NQ      |
| Max Heß           | trójskok       | 16,56        | 15.          | NQ       | NQ      |

Dziesięciobój
| Zawodnik      | Konkurencja | 100 m | LJ      | SP    | HJ   | 400 m | 110H  | DT    | PV   | JT    | 1500 m  | Razem | Pozycja |
| ------------- | ----------- | ----- | ------- | ----- | ---- | ----- | ----- | ----- | ---- | ----- | ------- | ----- | ------- |
| Arthur Abele  | Rezultat    | 10,87 | 6.97    | 15.03 | 1.98 | 49,02 | 14,12 | 44.66 | 4.50 | 64.13 | 4:53,07 | 8013  | 15.     |
| Arthur Abele  | Punkty      | 890   | 807     | 792   | 785  | 860   | 959   | 760   | 760  | 800   | 600     | 8013  | 15.     |
| Rico Freimuth | Rezultat    | 10,73 | 7.17 SB | 13.27 | DNS  | –     | –     | –     | –    | –     | –       | DNF   | DNF     |
| Rico Freimuth | Punkty      | 922   | 854     | 684   | 0    | –     | –     | –     | –    | –     | –       | DNF   | DNF     |
| Kai Kazmirek  | Rezultat    | 10,78 | 7.69 PB | 14.20 | 2.10 | 46,75 | 14,62 | 43.25 | 5.00 | 64.60 | 4:31,25 | 8580  | 4.      |
| Kai Kazmirek  | Punkty      | 910   | 982     | 741   | 896  | 971   | 896   | 731   | 910  | 807   | 736     | 8580  | 4.      |

Kobiety
Konkurencje biegowe
| Zawodniczka                                                     | Konkurencja           | Eliminacje | Eliminacje | Runda 1    | Runda 1 | Półfinał | Półfinał | Finał   | Finał   |
| Zawodniczka                                                     | Konkurencja           | Wynik      | Miejsce    | Wynik      | Miejsce | Wynik    | Miejsce  | Wynik   | Miejsce |
| --------------------------------------------------------------- | --------------------- | ---------- | ---------- | ---------- | ------- | -------- | -------- | ------- | ------- |
| Rebekka Haase                                                   | 100 m                 | BYE        | BYE        | 11,41      | 5.      | NQ       | NQ       | NQ      | NQ      |
| Tatjana Pinto                                                   | 100 m                 | BYE        | BYE        | 11,31      | 2. Q    | 11,32    | 7.       | NQ      | NQ      |
| Nadine Gonska                                                   | 200 m                 | —          | —          | 23,03      | 4.      | NQ       | NQ       | NQ      | NQ      |
| Gina Lückenkemper                                               | 200 m                 | —          | —          | 22,80      | 3. q    | 22,73    | 5.       | NQ      | NQ      |
| Lisa Mayer                                                      | 200 m                 | —          | —          | 22,86      | 2. Q    | 22,90    | 7.       | NQ      | NQ      |
| Ruth Spelmeyer                                                  | 400 m                 | —          | —          | 51,43 PB   | 3. q    | 51,61    | 6.       | NQ      | NQ      |
| Christina Hering                                                | 800 m                 | —          | —          | 2:01,04    | 7.      | NQ       | NQ       | NQ      | NQ      |
| Fabienne Kohlmann                                               | 800 m                 | —          | —          | 2:05,36    | 7.      | NQ       | NQ       | NQ      | NQ      |
| Konstanze Klosterhalfen                                         | 1500 m                | —          | —          | 4:11,76    | 6. Q    | 4:07,26  | 10.      | NQ      | NQ      |
| Diana Sujew                                                     | 1500 m                | —          | —          | 4:09.07    | 10. q   | 4:10,15  | 9.       | NQ      | NQ      |
| Pamela Dutkiewicz                                               | 100 m przez płotki    | —          | —          | 12,90      | 3. Q    | 12,92    | 4.       | NQ      | NQ      |
| Nadine Hildebrand                                               | 100 m przez płotki    | —          | —          | 12,84      | 2. Q    | 12,95    | 4.       | NQ      | NQ      |
| Cindy Roleder                                                   | 100 m przez płotki    | —          | —          | 12,86      | 1. Q    | 12,69    | 3. Q     | 12,74   | 5.      |
| Jackie Baumann                                                  | 400 m przez płotki    | —          | —          | 59,04      | 6.      | NQ       | NQ       | NQ      | NQ      |
| Sanaa Koubaa                                                    | 3000 m z przeszkodami | —          | —          | 9:35,15 PB | 9.      | —        | —        | NQ      | NQ      |
| Gesa Felicitas Krause                                           | 3000 m z przeszkodami | —          | —          | 9:19,70    | 3. Q    | —        | —        | 9:18,41 | 6.      |
| Maya Rehberg                                                    | 3000 m z przeszkodami | —          | —          | 9:51,73    | 15.     | —        | —        | NQ      | NQ      |
| Alexandra Burghardt Rebekka Haase Yasmin Kwadwo Tatjana Pinto   | 4 × 100 m             | —          | —          | 42,18      | 1. Q    | —        | —        | 42,10   | 4.      |
| Lara Hoffmann Friederike Möhlenkamp Laura Müller Ruth Spelmeyer | 4 × 400 m             | —          | —          | 3:26,02    | 5.      | —        | —        | NQ      | NQ      |
| Anna Hahner                                                     | maraton               | —          | —          | —          | —       | —        | —        | 2:45:32 | 81.     |
| Lisa Hahner                                                     | maraton               | —          | —          | —          | —       | —        | —        | 2:45:33 | 82.     |
| Anja Scherl                                                     | maraton               | —          | —          | —          | —       | —        | —        | 2:37:23 | 44.     |

Konkurencje techniczne
| Zawodniczka                | Konkurencja    | Kwalifikacje | Kwalifikacje | Finał   | Finał   |
| Zawodniczka                | Konkurencja    | Wynik        | Miejsce      | Wynik   | Miejsce |
| -------------------------- | -------------- | ------------ | ------------ | ------- | ------- |
| Marie-Laurence Jungfleisch | skok wzwyż     | 1,94         | 12. Q        | 1,93    | =7.     |
| Betty Heidler              | rzut młotem    | 71,17        | 36. q        | 73,71   | 4.      |
| Kathrin Klaas              | rzut młotem    | 67,92        | 18.          | NQ      | NQ      |
| Charlene Woitha            | rzut młotem    | 62,50        | 29.          | NQ      | NQ      |
| Christina Obergföll        | rzut oszczepem | 62,18        | 10 q         | 62,92   | 8.      |
| Linda Stahl                | rzut oszczepem | 63,95        | 4. Q         | 59,71   | 11.     |
| Christin Hussong           | rzut oszczepem | 62,17        | 11. q        | 57,70   | 12.     |
| Christina Schwanitz        | pchnięcie kulą | 19,18        | 2. Q         | 19,03   | 6.      |
| Sara Gambetta              | pchnięcie kulą | 17,24        | 21.          | NQ      | NQ      |
| Lena Urbaniak              | pchnięcie kulą | 16,62        | 29.          | NQ      | NQ      |
| Lisa Ryzih                 | skok o tyczce  | 4,60         | 2. Q         | 4,50    | 10.     |
| Annika Roloff              | skok o tyczce  | 4,45         | 21.          | NQ      | NQ      |
| Martina Strutz             | skok o tyczce  | 4,60         | 7. Q         | 4,60    | 9.      |
| Nadine Müller              | rzut dyskiem   | 63,67        | 5. Q         | 63,13   | 6.      |
| Shanice Craft              | rzut dyskiem   | 60,23        | 12.q         | 59,83   | 11.     |
| Julia Fischer              | rzut dyskiem   | 61,83        | 9.q          | 62,67   | 9.      |
| Malaika Mihambo            | skok w dal     | 6,82         | 2. Q         | 6,95 PB | 4.      |
| Sosthene Taroum Moguenara  | skok w dal     | 6,55         | 11. q        | 6,61    | 10.     |
| Alexandra Wester           | skok w dal     | 5,98         | 34.          | NQ      | NQ      |
| Jenny Elbe                 | trójskok       | 14,02        | 13.          | NQ      | NQ      |
| Kristin Gierisch           | trójskok       | 14,26        | 4. q         | 13,96   | 11.     |

Siedmiobój
| Zawodniczka     | Konkurencja | 100H     | HJ      | SP       | 200 m | LJ      | JT    | 800 m      | Razem   | Pozycja |
| --------------- | ----------- | -------- | ------- | -------- | ----- | ------- | ----- | ---------- | ------- | ------- |
| Jennifer Oeser  | Rezultat    | 13,69    | 1.86 PB | 14.28 SB | 24,99 | 6.19 SB | 47.22 | 2:13,82 SB | 6401 SB | 9.      |
| Jennifer Oeser  | Punkty      | 1023     | 1054    | 813      | 888   | 908     | 806   | 909        | 6401 SB | 9.      |
| Claudia Rath    | Rezultat    | 13,63    | 1.74    | 12.83    | 24,48 | 6.55    | 39.39 | 2:07,22 SB | 6270    | 14.     |
| Claudia Rath    | Punkty      | 1031     | 903     | 716      | 935   | 1023    | 656   | 1006       | 6270    | 14.     |
| Carolin Schäfer | Rezultat    | 13,12 PB | 1.83 SB | 14.57 PB | 23,99 | 6.20    | 47.99 | 2:16,52 SB | 6540    | 5.      |
| Carolin Schäfer | Punkty      | 1106     | 1016    | 832      | 982   | 912     | 821   | 871        | 6540    | 5.      |

### Łucznictwo
| Zawodnik      | Konkurencja       | Runda Rankingowa | Runda Rankingowa | 1/32             | 1/16             | 1/8              | Ćwierćfinały     | Półfinały        | Finał/BM         | Finał/BM |
| Zawodnik      | Konkurencja       | Wynik            | Rozstawienie     | Przeciwnik Wynik | Przeciwnik Wynik | Przeciwnik Wynik | Przeciwnik Wynik | Przeciwnik Wynik | Przeciwnik Wynik | Pozycja  |
| ------------- | ----------------- | ---------------- | ---------------- | ---------------- | ---------------- | ---------------- | ---------------- | ---------------- | ---------------- | -------- |
| Florian Floto | indywidualnie (m) | 677              | 11.              | Piippo W 6-0     | Mohamad W 6-4    | Ku P 4-6         | NQ               | NQ               | NQ               | 17.      |
| Lisa Unruh    | indywidualnie (k) | 640              | 21.              | Brito W 6-4      | Bayardo W 6-4    | Cao W 6-2        | Tan W 6-5        | Valencia W 6-2   | Chang P 2-6      | srebro   |

### Pięciobój nowoczesny
| Zawodnik            | Konkurencja | Szermierka | Szermierka | Szermierka | Pływanie | Pływanie | Pływanie | Jazda konna | Jazda konna | Jazda konna | Kombinacja: strzelanie/bieg przełajowy | Kombinacja: strzelanie/bieg przełajowy | Kombinacja: strzelanie/bieg przełajowy | Suma punktów | Pozycja |
| Zawodnik            | Konkurencja | Wynik      | M.         | Punkty     | Czas     | M.       | Punkty   | Kary        | M.          | Punkty      | Czas                                   | M.                                     | Punkty                                 | Suma punktów | Pozycja |
| ------------------- | ----------- | ---------- | ---------- | ---------- | -------- | -------- | -------- | ----------- | ----------- | ----------- | -------------------------------------- | -------------------------------------- | -------------------------------------- | ------------ | ------- |
| Patrick Dogue       | mężczyźni   | 23–12      | 2.         | 240        | 2:07,65  | 31.      | 318      | 12          | 12.         | 288         | 11:23,36                               | 14.                                    | 617                                    | 1463         | 6.      |
| Christian Zillekens | mężczyźni   | 16–19      | 26.        | 196        | 2:06,24  | 28.      | 322      | 14          | 14.         | 286         | 11:27,45                               | 17.                                    | 613                                    | 1417         | 21.     |
| Annika Schleu       | kobiety     | 17–18      | 16.        | 202        | 2:19,34  | 21.      | 282      | 7           | 12.         | 293         | 12:21,95                               | 3.                                     | 559                                    | 1336         | 5.      |
| Lena Schöneborn     | kobiety     | 24–11      | 2.         | 244        | 2:21,74  | 29.      | 275      | EL          | 31.         | 0           | 12:54,21                               | 14.                                    | 526                                    | 1045         | 32.     |

### Piłka nożna

#### Turniej kobiet
- Reprezentacja kobiet

Trener: Silvia Neid
| - Almuth Schult - Josephine Henning - Saskia Bartusiak (k) - Leonie Maier - Annike Krahn - Simone Laudehr - Melanie Behringer - Lena Goeßling - Alexandra Popp - Dzsenifer Marozsán |  | - Anja Mittag - Tabea Kemme - Sara Däbritz - Babett Peter - Mandy Islacker - Melanie Leupolz - Isabel Kerschowski - Laura Benkarth - Svenja Huth |

Grupa F
| Zespół    | M | Z | R | P | GZ | GS | GR  | Pkt |
| --------- | - | - | - | - | -- | -- | --- | --- |
| Kanada    | 3 | 3 | 0 | 0 | 7  | 2  | +7  | 9   |
| Niemcy    | 3 | 1 | 1 | 1 | 9  | 5  | +4  | 4   |
| Australia | 3 | 1 | 1 | 1 | 8  | 5  | +3  | 4   |
| Zimbabwe  | 3 | 0 | 0 | 3 | 3  | 15 | -12 | 0   |

Faza grupowa
| 3 sierpnia 2016 23:00 CET | Zimbabwe · Kudakwashe Basopo 50' | 1:6(0:2)Raport | Niemcy · 22' Sara Daebritz · 36' Alexandra Popp · 53', 78' Melanie Behringer · 83' Melanie Leupolz · 90' (sam.) Eunice Chibanda | Arena Corinthians, São Paulo Widzów: 20 521 Sędzia: Rita Gani |
|                           |                                  |                | |                                                               |

| 6 sierpnia 2016 23:00 CET | Niemcy · Sara Däbritz 45+2' · Saskia Bartusiak 88' | 2:2(1:2)Raport | Australia · 6' Samantha Kerr · 45' Caitlin Foord | Arena Corinthians, São Paulo Widzów: 37 475 Sędzia: Anna-Marie Keighley |
|                           |                                                    |                |                                                  |                                                                         |

| 9 sierpnia 2016 21:00 CET | Niemcy · Melanie Behringer 13' (k.) | 1:2(1:1)Raport | Kanada · 26', 60' Melissa Tancredi | Estádio Mané Garrincha, Brasília Widzów: 8 227 Sędzia: Ri Hyang-ok |
|                           |                                     |                |                                    |                                                                    |

Ćwierćfinał
| 12 sierpnia 2016 21:00 CET | Chiny | 0:1(0:0)Raport | Niemcy · 76' Melanie Behringer | Itaipava Arena Fonte Nova, Salvador Widzów: 9 642 Sędzia: Kateryna Monzul |
|                            |       |                |                                |                                                                           |

Półfinał
| 16 sierpnia 2016 21:00 CET | Kanada | 0:2(0:1)Raport | Niemcy · 21' (k.) Melanie Behringer · 59' Sara Däbritz | Estádio Mineirão, Belo Horizonte Widzów: 5 641 Sędzia: Ri Hyang-ok |
|                            |        |                |                                                        |                                                                    |

Finał
| 19 sierpnia 2016 22:30 CET | Szwecja · Stina Blackstenius 67' | 1:2(0:0)Raport | Niemcy · 48' Dzsenifer Marozsán · 62' (sam.) Linda Sembrant | Maracanã, Rio de Janeiro Widzów: 52 432 Sędzia: Carol Chenard |
|                            |                                  |                |                                                             |                                                               |

#### Turniej mężczyzn
- Reprezentacja mężczyzn

Trener: Horst Hrubesch
| - Timo Horn - Jeremy Toljan - Lukas Klostermann - Matthias Ginter - Niklas Süle - Sven Bender - Max Meyer - Lars Bender - Davie Selke |  | - Leon Goretzka (k) - Julian Brandt - Jannik Huth - Philipp Max - Robert Bauer - Max Christiansen - Grischa Prömel - Serge Gnabry - Nils Petersen |

Grupa C
| Zespół           | Pkt | M | W | R | P | Br+ | Br− | +/− |
| ---------------- | --- | - | - | - | - | --- | --- | --- |
| Korea Południowa | 7   | 3 | 2 | 1 | 0 | 12  | 3   | +9  |
| Niemcy           | 5   | 3 | 1 | 2 | 0 | 15  | 5   | +10 |
| Meksyk           | 4   | 3 | 1 | 1 | 1 | 7   | 4   | +3  |
| Fidżi            | 0   | 3 | 0 | 0 | 3 | 1   | 23  | -22 |

Faza grupowa
| 4 sierpnia 2016 22:00 CET | Meksyk · Oribe Peralta 52' · Rodolfo Pizarro 63' | 2:2(0:0)Raport | Niemcy · 58' Serge Gnabry · 78' Matthias Ginter | Fonte Nova, Salvador Widzów: 16 500 Sędzia: Alireza Faghani |
|                           |                                                  |                |                                                 |                                                             |

| 7 sierpnia 2016 21:00 CET | Niemcy · Serge Gnabry 33', 90+2' · Davie Selke 55' | 3:3(1:1)Raport | Korea Południowa · 25' Hwang Hee-chan · 57' Son Heung-min · 87' Suk Hyun-jun | Fonte Nova, Salvador Widzów: 17 121 Sędzia: Néstor Pitana |
|                           |                                                    |                |                                                                              |                                                           |

| 10 sierpnia 2016 21:00 CET | Niemcy · Serge Gnabry 8', 45' · Nils Petersen 14', 33', 40', 63' (k) · Max Meyer 30', 49', 52' | 10:0(6:0)Raport | Fidżi | Mineirão, Belo Horizonte Widzów: 16 521 Sędzia: Fahad Al-Mirdasi |
|                            |                                                                                                |                 |       |                                                                  |

Ćwierćfinał
| 13 sierpnia 2016 18:00 CET | Portugalia | 0:4(0:1)Raport | Niemcy · 45+1' Serge Gnabry · 57' Matthias Ginter · 75' Davie Selke · 87' Philipp Max | Estádio Nacional, Brasília Widzów: 55 412 Sędzia: Walter López Castellanos |
|                            |            |                |                                                                                       |                                                                            |

Półfinał
| 17 sierpnia 2016 21:00 CET | Nigeria | 0-20-1Raport | Niemcy · 9' Lukas Klostermann · 89' Nils Petersen | Arena Corinthians, São Paulo Widzów: 35 562 Sędzia: Néstor Pitana |
|                            |         |              |                                                   |                                                                   |

Finał
| 20 sierpnia 2016 22:30 CET                            | Brazylia · Neymar 27' | 1:1 (dogr.) k. 5:4(0:1, 1:1, 1:1)Raport    | Niemcy · Max Meyer 59' | Maracanã, Rio de Janeiro Widzów: 63 707 Sędzia: Alireza Faghani |
|                                                       |                       |                                            |                        |                                                                 |
|                                                       |                       | Rzuty karne                                |                        |                                                                 |
| Renato Augusto · Marquinhos · Rafinha · Luan · Neymar |                       | Ginter · Gnabry · Brandt · Süle · Petersen |                        |                                                                 |

### Piłka ręczna

#### Turniej mężczyzn
- Reprezentacja mężczyzn

Trener: Dagur Sigurðsson
| - Uwe Gensheimer - Finn Lemke - Patrick Wiencek - Tobias Reichmann - Fabian Wiede - Silvio Heinevetter - Hendrik Pekeler - Steffen Weinhold |  | - Martin Strobel - Patrick Groetzki - Kai Häfner - Andreas Wolff - Julius Kühn - Christian Dissinger - Paul Drux |

Grupa B
| Lp. | Drużyna  | M | Mecze | Mecze | Mecze | Bramki | Bramki | Bramki | Pkt |
| Lp. | Drużyna  | M | W     | R     | P     | +      | −      | +/−    | Pkt |
| --- | -------- | - | ----- | ----- | ----- | ------ | ------ | ------ | --- |
| 1.  | Niemcy   | 5 | 4     | 0     | 1     | 153    | 141    | +12    | 8   |
| 2.  | Słowenia | 5 | 4     | 0     | 1     | 137    | 126    | +11    | 8   |
| 3.  | Brazylia | 5 | 2     | 1     | 2     | 141    | 150    | −9     | 5   |
| 4.  | Polska   | 5 | 2     | 0     | 3     | 139    | 140    | −1     | 4   |
| 5.  | Egipt    | 5 | 1     | 1     | 3     | 129    | 143    | −14    | 3   |
| 6.  | Szwecja  | 5 | 1     | 0     | 4     | 132    | 131    | +1     | 2   |

| 7 sierpnia 201611:30 | Szwecja           | 29:32(15:18) | Niemcy        | Arena do Futuro, Rio de Janeiro Widzów: 7819 Sędzia: Mads Hansen Martin Gjeding |
| 7 sierpnia 201611:30 | Jerry Tollbring 8 | 29:32(15:18) | 7 Julius Kühn | Arena do Futuro, Rio de Janeiro Widzów: 7819 Sędzia: Mads Hansen Martin Gjeding |
| 7 sierpnia 201611:30 | 9× · 4× · 1×      | 29:32(15:18) | 9× · 3×       | Arena do Futuro, Rio de Janeiro Widzów: 7819 Sędzia: Mads Hansen Martin Gjeding |

| 9 sierpnia 201611:30 | Niemcy                                            | 32:29(16:14) | Polska            | Arena do Futuro, Rio de Janeiro Widzów: (b.d.) Sędzia: Óscar Rayul Angel Sabroso Ramirez |
| 9 sierpnia 201611:30 | Fabian Wiede 5 · Julius Kühn 5 · Uwe Gensheimer 5 | 32:29(16:14) | 10 Karol Bielecki | Arena do Futuro, Rio de Janeiro Widzów: (b.d.) Sędzia: Óscar Rayul Angel Sabroso Ramirez |
| 9 sierpnia 201611:30 | 6× · 4× · 1×                                      | 32:29(16:14) | 5× · 3×           | Arena do Futuro, Rio de Janeiro Widzów: (b.d.) Sędzia: Óscar Rayul Angel Sabroso Ramirez |

| 11 sierpnia 201616:40 | Brazylia        | 33:30(17:16) | Niemcy                            | Arena do Futuro, Rio de Janeiro Widzów: 9087 Sędzia: Václav Horáček Jiří Novotný |
| 11 sierpnia 201616:40 | Fábio Chiuffa 8 | 33:30(17:16) | 6 Kai Häfner · 6 Tobias Reichmann | Arena do Futuro, Rio de Janeiro Widzów: 9087 Sędzia: Václav Horáček Jiří Novotný |
| 11 sierpnia 201616:40 | 4× · 2× · 1×    | 33:30(17:16) | 5× · 4× · 1×                      | Arena do Futuro, Rio de Janeiro Widzów: 9087 Sędzia: Václav Horáček Jiří Novotný |

| 13 sierpnia 201609:30 | Słowenia       | 25:28(12:11) | Niemcy           | Arena do Futuro, Rio de Janeiro Widzów: 6957 Sędzia: Sławe Nikołow Ǵorǵi Naczewski |
| 13 sierpnia 201609:30 | Jure Dolenec 6 | 25:28(12:11) | 6 Uwe Gensheimer | Arena do Futuro, Rio de Janeiro Widzów: 6957 Sędzia: Sławe Nikołow Ǵorǵi Naczewski |
| 13 sierpnia 201609:30 | 6× · 4×        | 25:28(12:11) | 8× · 4×          | Arena do Futuro, Rio de Janeiro Widzów: 6957 Sędzia: Sławe Nikołow Ǵorǵi Naczewski |

| 15 sierpnia 201611:30 | Niemcy           | 31:25(13:10) | Egipt            | Arena do Futuro, Rio de Janeiro Widzów: 8286 Sędzia: Mads Hansen Martin Gjeding |
| 15 sierpnia 201611:30 | Uwe Gensheimer 7 | 31:25(13:10) | 7 Mohammad Sanad | Arena do Futuro, Rio de Janeiro Widzów: 8286 Sędzia: Mads Hansen Martin Gjeding |
| 15 sierpnia 201611:30 | 9× · 2×          | 31:25(13:10) | 3× · 1×          | Arena do Futuro, Rio de Janeiro Widzów: 8286 Sędzia: Mads Hansen Martin Gjeding |

Ćwierćfinał
| 17 sierpnia 201613:30 | Niemcy                              | 34:22(16:12) | Katar           | Arena do Futuro, Rio de Janeiro Widzów: 7518 Sędzia: David Sok Bojan Lah |
| 17 sierpnia 201613:30 | Tobias Reichmann 5 · Fabian Wiede 5 | 34:22(16:12) | 9 Rafael Capote | Arena do Futuro, Rio de Janeiro Widzów: 7518 Sędzia: David Sok Bojan Lah |
| 17 sierpnia 201613:30 | 5× · 3×                             | 34:22(16:12) | 2× · 3×         | Arena do Futuro, Rio de Janeiro Widzów: 7518 Sędzia: David Sok Bojan Lah |

Półfinał
| 19 sierpnia 201615:30 | Francja           | 29:28(16:13) | Niemcy            | Arena do Futuro, Rio de Janeiro Widzów: 8795 Sędzia: Mads Hansen Martin Gjeding |
| 19 sierpnia 201615:30 | Daniel Narcisse 7 | 29:28(16:13) | 11 Uwe Gensheimer | Arena do Futuro, Rio de Janeiro Widzów: 8795 Sędzia: Mads Hansen Martin Gjeding |
| 19 sierpnia 201615:30 | 4× · 3×           | 29:28(16:13) | 5× · 3×           | Arena do Futuro, Rio de Janeiro Widzów: 8795 Sędzia: Mads Hansen Martin Gjeding |

Mecz o 3. miejsce
| 21 sierpnia 201610:30 | Polska                                        | 25:31(13:17) | Niemcy             | Arena do Futuro, Rio de Janeiro Widzów: 7589 Sędzia: Václav Horáček Jiří Novotný |
| 21 sierpnia 201610:30 | Przemysław Krajewski 5 · Krzysztof Lijewski 5 | 25:31(13:17) | 7 Tobias Reichmann | Arena do Futuro, Rio de Janeiro Widzów: 7589 Sędzia: Václav Horáček Jiří Novotný |
| 21 sierpnia 201610:30 | 5× · 3×                                       | 25:31(13:17) | 5× · 1×            | Arena do Futuro, Rio de Janeiro Widzów: 7589 Sędzia: Václav Horáček Jiří Novotný |

### Pływanie
Mężczyźni
| Zawodnik                                                                              | Konkurencja        | Eliminacje | Eliminacje | Półfinał | Półfinał | Finał      | Finał   |
| Zawodnik                                                                              | Konkurencja        | Czas       | Miejsce    | Czas     | Miejsce  | Czas       | Miejsce |
| ------------------------------------------------------------------------------------- | ------------------ | ---------- | ---------- | -------- | -------- | ---------- | ------- |
| Damian Wierling                                                                       | 50 m dowolnym      | 22,18      | 19.        | NQ       | NQ       | NQ         | NQ      |
| Damian Wierling                                                                       | 100 m dowolnym     | 48,35      | 7. Q       | 48,66    | 15.      | NQ         | NQ      |
| Björn Hornikel                                                                        | 100 m dowolnym     | 49.62      | 39.        | NQ       | NQ       | NQ         | NQ      |
| Paul Biedermann                                                                       | 200 m dowolnym     | 1:45,78    | 2. Q       | 1:45,69  | =4. Q    | 1:45,84    | 6.      |
| Christoph Fildebrandt                                                                 | 200 m dowolnym     | 1:47,81    | 28.        | NQ       | NQ       | NQ         | NQ      |
| Clemens Rapp                                                                          | 400 m dowolnym     | 3:49,10    | 24.        | —        | —        | NQ         | NQ      |
| Florian Vogel                                                                         | 400 m dowolnym     | 3:45,49    | 9.         | —        | —        | NQ         | NQ      |
| Florian Wellbrock                                                                     | 1500 m dowolnym    | 15:23,88   | 32.        | —        | —        | NQ         | NQ      |
| Jan-Philip Glania                                                                     | 100 m grzbietowym  | 53,87      | 15. Q      | 53,94    | 12.      | NQ         | NQ      |
| Jan-Philip Glania                                                                     | 200 m grzbietowym  | 1:56,50    | =6. Q      | 1:56,53  | 9.       | NQ         | NQ      |
| Christian Diener                                                                      | 200 m grzbietowym  | 1:56,62    | 9. Q       | 1:56,37  | 8. Q     | 1:56,27    | 7.      |
| Christian vom Lehn                                                                    | 100 m klasycznym   | 1:00,13    | 15. Q      | 1:00,23  | 12.      | NQ         | NQ      |
| Marco Koch                                                                            | 200 m klasycznym   | 2:08,98    | 5. Q       | 2:08,2   | 7. Q     | 2:08,00    | 7.      |
| Steffen Deibler                                                                       | 100 m motylkowym   | 52,14      | 18.        | NQ       | NQ       | NQ         | NQ      |
| Phillip Heintz                                                                        | 200 m zmiennym     | 1:57,59 NR | 2. Q       | 1:58,85  | 8. Q     | 1:57,48 NR | 6.      |
| Johannes Hintze                                                                       | 400 m zmiennym     | 4:18,25    | 18.        | —        | —        | NQ         | NQ      |
| Jacob Heidtmann                                                                       | 400 m zmiennym     | –          | DSQ        | —        | —        | NQ         | NQ      |
| Christian Reichert                                                                    | 10 km              | —          | —          | —        | —        | 1:53:04,7  | 9.      |
| Steffen Deibler Björn Hornikel Damian Wierling Philip Wolf                            | 4 × 100 m dowolnym | 3:14,97    | 11.        | —        | —        | NQ         | NQ      |
| Paul Biedermann Christoph Fildebrandt Clemens Rapp Florian Vogel                      | 4 × 200 m dowolnym | 7:07,66    | 4. Q       | —        | —        | 7:07,28    | 6.      |
| Steffen Deibler Jan-Philip Glania Marco Koch Christian vom Lehn (el.) Damian Wierling | 4 × 100 m zmiennym | 3:33,67    | 8. Q       | —        | —        | 3:33,50    | 7.      |

Kobiety
| Zawodniczka                                                 | Konkurencja        | Eliminacje | Eliminacje | Półfinał | Półfinał | Finał     | Finał   |
| Zawodniczka                                                 | Konkurencja        | Czas       | Miejsce    | Czas     | Miejsce  | Czas      | Miejsce |
| ----------------------------------------------------------- | ------------------ | ---------- | ---------- | -------- | -------- | --------- | ------- |
| Dorothea Brandt                                             | 50 m dowolnym      | 24,77      | =13. Q     | 24,71    | 14.      | NQ        | NQ      |
| Annika Bruhn                                                | 200 m dowolnym     | 1:58.48    | 20.        | NQ       | NQ       | NQ        | NQ      |
| Sarah Köhler                                                | 400 m dowolnym     | 4:06,55    | 10.        | —        | —        | NQ        | NQ      |
| Sarah Köhler                                                | 800 m dowolnym     | 8:24,65    | 7. Q       | —        | —        | 8:27,75   | 8.      |
| Leonie Beck                                                 | 800 m dowolnym     | 8:47,47    | 25.        | —        | —        | NQ        | NQ      |
| Lisa Graf                                                   | 200 m grzbietowym  | 2:08,67    | =4. Q      | 2:09,56  | 14.      | NQ        | NQ      |
| Jenny Mensing                                               | 200 m grzbietowym  | 2:10,68    | 16. Q      | 2:10,15  | 16.      | NQ        | NQ      |
| Alexandra Wenk                                              | 100 m motylkowym   | 58.49      | 21.        | NQ       | NQ       | NQ        | NQ      |
| Alexandra Wenk                                              | 200 m zmiennym     | 2:12,46    | 13. Q      | 2:12,13  | 12.      | NQ        | NQ      |
| Franziska Hentke                                            | 200 m motylkowym   | 2:07,59    | 9. Q       | 2:07,67  | 11.      | NQ        | NQ      |
| Franziska Hentke                                            | 400 m zmiennym     | 4:43.32    | 21.        | —        | —        | NQ        | NQ      |
| Isabelle Härle                                              | 10 km              | —          | —          | —        | —        | 1:57:22,1 | 6.      |
| Annika Bruhn Sarah Köhler Leonie Kullmann Paulina Schmiedel | 4 × 200 m dowolnym | 7:56,74    | 12.        | —        | —        | NQ        | NQ      |
| Annika Bruhn Lisa Graf Vanessa Grimberg Alexandra Wenk      | 4 × 100 m zmiennym | 4:02,19    | 12.        | —        | —        | NQ        | NQ      |

### Podnoszenie ciężarów
Mężczyźni
| Zawodnik         | Konkurencja | Rwanie | Rwanie  | Podrzut | Podrzut | Razem  | Pozycja |
| Zawodnik         | Konkurencja | Wynik  | Pozycja | Wynik   | Pozycja | Razem  | Pozycja |
| ---------------- | ----------- | ------ | ------- | ------- | ------- | ------ | ------- |
| Nico Müller      | - 77 kg     | 151 kg | 11.     | 181 kg  | 10.     | 332 kg | 10.     |
| Jürgen Spieß     | - 105 kg    | 170 kg | 14.     | 220 kg  | 5.      | 390 kg | 10.     |
| Alexej Prochorow | + 105 kg    | 180 kg | 17.     | 215 kg  | 16.     | 395 kg | 16.     |
| Almir Velagic    | + 105 kg    | 188 kg | 11.     | 232 kg  | 10.     | 410 kg | 9.      |

Kobiety
| Zawodniczka     | Konkurencja | Rwanie | Rwanie  | Podrzut | Podrzut | Razem  | Pozycja |
| Zawodniczka     | Konkurencja | Wynik  | Pozycja | Wynik   | Pozycja | Razem  | Pozycja |
| --------------- | ----------- | ------ | ------- | ------- | ------- | ------ | ------- |
| Sabine Kusterer | - 58 kg     | 90 kg  | 9.      | 110 kg  | 11.     | 200 kg | 10.     |

### Piłka siatkowa

#### Siatkówka plażowa
| Zawodnicy                      | Konkurencja | Faza grupowa | Faza grupowa | 1/8 finału                                | Ćwierćfinały                         | Półfinały                              | Finał                                    | Pozycja |
| Zawodnicy                      | Konkurencja | Przeciwnicy Wynik | Pozycja      | Przeciwnik Wynik                          | Przeciwnik Wynik                     | Przeciwnik Wynik                       | Przeciwnik Wynik                         | Pozycja |
| ------------------------------ | ----------- | --- | ------------ | ----------------------------------------- | ------------------------------------ | -------------------------------------- | ---------------------------------------- | ------- |
| Markus Böckermann Lars Flüggen | mężczyźni   | Grupa B Kantor / Łosiak P 0:2 (11:21, 21:23) Brouwer / Meeuwsen P 1:2 (19:21, 21:17, 14:16) Barsuk / Lamin P 0:2 (14:21, 17:21)                                                                   | 4.           | NQ                                        | NQ                                   | NQ                                     | NQ                                       | 19.     |
| Karla Borger Britta Büthe      | kobiety     | Grupa E Heidrich / Zumkehr P 0:2 (12:21, 16:21) van Gestel / van der Vlist W 2:0 (21-19, 21:14) Bansley / Pavan P 0:2 (19:21, 15:21) Play-off drużyn z 3. miejsc Agudo / Pazo W 2:0 (21:13, 21:8) | 3. q         | Heidrich / França P 0:2 (17:21, 19:21)    | NQ                                   | NQ                                     | NQ                                       | 9.      |
| Laura Ludwig Kira Walkenhorst  | kobiety     | Grupa D Al-Ghubaszi / Mu’awwad W 2:0 (21:12, 21:15) Broder / Valjas W 2:0 (21-17, 21:11) Giombini / Menegatti W 2:1 (21:18, 18:21, 15:9)                                                          | 1. Q         | Forrer / Vergé-Dépré W 2:0 (21:19, 21:10) | Bansley / Pavan W 2:0 (21:14, 21:14) | Heidrich / França W 2:0 (21:18, 21:12) | Bednarczuk / Seixas W 2:0 (21:18, 21:14) | złoto   |

### Skoki do wody
Mężczyźni
| Zawodnik                      | Konkurencja                   | Eliminacje | Eliminacje | Półfinał | Półfinał | Finał  | Finał   |
| Zawodnik                      | Konkurencja                   | Punkty     | Miejsce    | Punkty   | Miejsce  | Punkty | Miejsce |
| ----------------------------- | ----------------------------- | ---------- | ---------- | -------- | -------- | ------ | ------- |
| Patrick Hausding              | trampolina 3 m indywidualnie  | 440,00     | 6. Q       | 413,50   | 10. Q    | 598,90 | brąz    |
| Stephan Feck                  | trampolina 3 m indywidualnie  | 423,50     | 9. Q       | 354,20   | 17.      | NQ     | NQ      |
| Martin Wolfram                | wieża 10 m indywidualnie      | 468,80     | 6. Q       | 466,15   | 8. Q     | 492,90 | 5.      |
| Sascha Klein                  | wieża 10 m indywidualnie      | 463,40     | 7. Q       | 475,00   | 5. Q     | 424,15 | 9.      |
| Patrick Hausding Stephan Feck | trampolina 3 m synchronicznie | —          | —          | —        | —        | 410,4  | 4.      |
| Patrick Hausding Sascha Klein | wieża 10 m synchronicznie     | —          | —          | —        | —        | 438,42 | 4.      |

Kobiety
| Zawodniczka                  | Konkurencja                   | Eliminacje | Eliminacje | Półfinał | Półfinał | Finał  | Finał   |
| Zawodniczka                  | Konkurencja                   | Punkty     | Miejsce    | Punkty   | Miejsce  | Punkty | Miejsce |
| ---------------------------- | ----------------------------- | ---------- | ---------- | -------- | -------- | ------ | ------- |
| Nora Subschinski             | trampolina 3 m indywidualnie  | 302,05     | 16. Q      | 308,25   | 12. Q    | 317,10 | 9.      |
| Tina Punzel                  | trampolina 3 m indywidualnie  | 307,95     | 13. Q      | 291,60   | 17.      | NQ     | NQ      |
| Elena Wassen                 | wieża 10 m indywidualnie      | 291.90     | 16. Q      | 276,70   | 17.      | NQ     | NQ      |
| Maria Kurjo                  | wieża 10 m indywidualnie      | 287,00     | 21.        | NQ       | NQ       | NQ     | NQ      |
| Nora Subschinski Tina Punzel | trampolina 3 m synchronicznie | —          | —          | —        | —        | 284,25 | 7.      |

### Strzelectwo
Mężczyźni
| Zawodnik         | Konkurencja                             | Kwalifikacje | Kwalifikacje | Półfinał | Półfinał | Finał    | Finał   |
| Zawodnik         | Konkurencja                             | Wynik        | Pozycja      | Wynik    | Pozycja  | Wynik    | Pozycja |
| ---------------- | --------------------------------------- | ------------ | ------------ | -------- | -------- | -------- | ------- |
| Michael Janker   | karabin pneumatyczny 10 m               | 620,8        | 29.          | —        | —        | NQ       | NQ      |
| Julian Justus    | karabin pneumatyczny 10 m               | 622,8        | 18.          | —        | —        | NQ       | NQ      |
| Henri Junghänel  | karabin małokalibrowy 50 m leżąc        | 627,8        | 8. Q         | —        | —        | 209,5 OR | złoto   |
| Daniel Brodmeier | karabin małokalibrowy 50 m leżąc        | 619,2        | 37.          | —        | —        | NQ       | NQ      |
| Daniel Brodmeier | karabin małokalibrowy trzy pozycje 50 m | 1177         | 2. Q         | —        | —        | 435,6    | 4.      |
| Andre Link       | karabin małokalibrowy trzy pozycje 50 m | 1174         | 7. Q         | —        | —        | 424,6    | 5.      |
| Christian Reitz  | pistolet szybkostrzelny 25 m            | 592          | 1. Q         | —        | —        | 34       | złoto   |
| Oliver Geis      | pistolet szybkostrzelny 25 m            | 572          | 17.          | —        | —        | NQ       | NQ      |
| Andreas Löw      | trap podwójny                           | 140 OR       | 1. Q         | 25       | 6.       | NQ       | NQ      |

Kobiety
| Zawodniczka         | Konkurencja                             | Kwalifikacje | Kwalifikacje | Półfinał | Półfinał | Finał    | Finał   |
| Zawodniczka         | Konkurencja                             | Wynik        | Pozycja      | Wynik    | Pozycja  | Wynik    | Pozycja |
| ------------------- | --------------------------------------- | ------------ | ------------ | -------- | -------- | -------- | ------- |
| Selina Gschwandtner | karabin pneumatyczny 10 m               | 414,8        | 13.          | —        | —        | NQ       | NQ      |
| Barbara Engleder    | karabin pneumatyczny 10 m               | 420,3        | 2. Q         | —        | —        | 165,0    | 4.      |
| Barbara Engleder    | karabin małokalibrowy trzy pozycje 50 m | 583          | 5. Q         | —        | —        | 458,6 OR | złoto   |
| Eva Rösken          | karabin małokalibrowy trzy pozycje 50 m | 579          | 14           | —        | —        | NQ       | NQ      |
| Monika Karsch       | pistolet pneumatyczny 10 m              | 379          | 25.          | —        | —        | NQ       | NQ      |
| Monika Karsch       | pistolet sportowy 25 m                  | 583          | 4. Q         | 18       | 2. Q     | 6        | srebro  |
| Jana Beckmann       | trap                                    | 61           | 19.          | NQ       | NQ       | NQ       | NQ      |
| Christine Wenzel    | skeet                                   | 68           | 11.          | NQ       | NQ       | NQ       | NQ      |

### Szermierka
Mężczyźni
| Zawodnik      | Konkurencja          | 1/32             | 1/16             | 1/8              | Ćwierćfinały     | Półfinały        | Finał            | Finał   |
| Zawodnik      | Konkurencja          | Przeciwnik Wynik | Przeciwnik Wynik | Przeciwnik Wynik | Przeciwnik Wynik | Przeciwnik Wynik | Przeciwnik Wynik | Pozycja |
| ------------- | -------------------- | ---------------- | ---------------- | ---------------- | ---------------- | ---------------- | ---------------- | ------- |
| Peter Joppich | floret indywidualnie | BYE              | Lefort W 15-13   | Avola P 13-15    | NQ               | NQ               | NQ               | 17.     |
| Max Hartung   | szabla indywidualnie | —                | Apithy W 15-9    | Homer P 12-15    | NQ               | NQ               | NQ               | 17.     |
| Matyas Szabo  | szabla indywidualnie | —                | Pakdaman W 15-11 | Paskow W 15-6    | Homer P 12-15    | NQ               | NQ               | 5.      |

Kobiety
| Zawodniczka         | Konkurencja          | 1/32             | 1/16              | 1/8              | Ćwierćfinały     | Półfinały        | Finał            | Finał   |
| Zawodniczka         | Konkurencja          | Przeciwnik Wynik | Przeciwnik Wynik  | Przeciwnik Wynik | Przeciwnik Wynik | Przeciwnik Wynik | Przeciwnik Wynik | Pozycja |
| ------------------- | -------------------- | ---------------- | ----------------- | ---------------- | ---------------- | ---------------- | ---------------- | ------- |
| Carolin Golubytskyi | floret indywidualnie | BYE              | Łyczbińska P 9-14 | NQ               | NQ               | NQ               | NQ               | 33.     |

### Taekwondo
Mężczyźni
| Zawodnik      | Konkurencja | 1/8              | Ćwierćfinał      | Półfinał         | Repesaż 1        | Finał/BM         | Finał/BM |
| Zawodnik      | Konkurencja | Przeciwnik Wynik | Przeciwnik Wynik | Przeciwnik Wynik | Przeciwnik Wynik | Przeciwnik Wynik | Pozycja  |
| ------------- | ----------- | ---------------- | ---------------- | ---------------- | ---------------- | ---------------- | -------- |
| Levent Tuncat | - 58 kg     | Pié P DSQ        | NQ               | NQ               | NQ               | NQ               | NQ       |
| Tahir Güleç   | - 80 kg     | Hernández W 4-2  | Cissé P 1-7      | NQ               | Paziński P 5-6   | NQ               | 7.       |

Kobiety
| Zawodniczka | Konkurencja | 1/16               | Ćwierćfinał      | Półfinał         | Repesaż 1        | Finał/BM         | Finał/BM |
| Zawodniczka | Konkurencja | Przeciwnik Wynik   | Przeciwnik Wynik | Przeciwnik Wynik | Przeciwnik Wynik | Przeciwnik Wynik | Pozycja  |
| ----------- | ----------- | ------------------ | ---------------- | ---------------- | ---------------- | ---------------- | -------- |
| Rabia Güleç | - 67 kg     | Barysznikowa W 9-8 | Tatar P 1-5      | NQ               | NQ               | NQ               | NQ       |

### Tenis stołowy
Mężczyźni
| Zawodnik                                    | Konkurencja       | Eliminacje       | Runda 1          | Runda 2          | Runda 3                                                      | 1/8 finału                                         | Ćwierćfinały                                          | Półfinały        | Finał/BM                 | Finał/BM |
| Zawodnik                                    | Konkurencja       | Przeciwnik Wynik | Przeciwnik Wynik | Przeciwnik Wynik | Przeciwnik Wynik                                             | Przeciwnik Wynik                                   | Przeciwnik Wynik                                      | Przeciwnik Wynik | Przeciwnik Wynik         | Pozycja  |
| ------------------------------------------- | ----------------- | ---------------- | ---------------- | ---------------- | ------------------------------------------------------------ | -------------------------------------------------- | ----------------------------------------------------- | ---------------- | ------------------------ | -------- |
| Timo Boll                                   | singiel           | BYE              | BYE              | BYE              | Szybajew W 4-3 (12:14, 11:4, 7:11, 11:7, 10:12, 12:10, 11:6) | Aruna P 2-4 (10:12, 10:12, 5:11, 11:3, 11:5, 9:11) | NQ                                                    | NQ               | NQ                       | NQ       |
| Dimitrij Ovtcharov                          | singiel           | BYE              | BYE              | BYE              | Li W 4-1 (8:11, 11:4, 11:9, 7:11, 11:5, 9:11, 11:9)          | Tokić W 4-1 (31:33, 12:10, 11:4, 11:5, 11:7)       | Samsonau P 2-4 (11:8, 7:11, 17:19, 11:4, 2:11, 12:14) | NQ               | NQ                       | NQ       |
| Timo Boll Dimitrij Ovtcharov Bastian Steger | turniej drużynowy | —                | —                | —                | —                                                            | Chińskie Tajpej · W 3-1                            | Austria · W 3-1                                       | Japonia · P 1-3  | Korea Południowa · W 3-1 | brąz     |

Kobiety
| Zawodniczka                         | Konkurencja       | Eliminacje       | Runda 1          | Runda 2          | Runda 3                                | 1/16 finału                              | Ćwierćfinały                        | Półfinały        | Finał/BM         | Finał/BM |
| Zawodniczka                         | Konkurencja       | Przeciwnik Wynik | Przeciwnik Wynik | Przeciwnik Wynik | Przeciwnik Wynik                       | Przeciwnik Wynik                         | Przeciwnik Wynik                    | Przeciwnik Wynik | Przeciwnik Wynik | Pozycja  |
| ----------------------------------- | ----------------- | ---------------- | ---------------- | ---------------- | -------------------------------------- | ---------------------------------------- | ----------------------------------- | ---------------- | ---------------- | -------- |
| Han Ying                            | singiel           | BYE              | BYE              | BYE              | Ri P 0-4 (5:11, 7:11, 6:11, 5:11)      | NQ                                       | NQ                                  | NQ               | NQ               | NQ       |
| Petrissa Solja                      | singiel           | BYE              | BYE              | BYE              | Komwong W 4-0 (11:2, 11:4, 11:4, 11:3) | Li W 4-1 (11:4, 11:4, 8:11, 11:3, 13:11) | Ding P 0-4 (11:8, 11:5, 11:3, 11:7) | NQ               | NQ               | NQ       |
| Han Ying Petrissa Solja Shan Xiaona | turniej drużynowy | —                | —                | —                | —                                      | Stany Zjednoczone · W 3-0                | Hongkong · W 3-1                    | Japonia · W 3-2  | Chiny · P 0-3    | srebro   |

### Tenis ziemny
Mężczyźni
| Zawodnik              | Konkurencja | 1/32                  | 1/16             | 1/8              | Ćwierćfinały     | Półfinały        | Finał            | Finał          |
| Zawodnik              | Konkurencja | Przeciwnik Wynik      | Przeciwnik Wynik | Przeciwnik Wynik | Przeciwnik Wynik | Przeciwnik Wynik | Przeciwnik Wynik | Pozycja        |
| --------------------- | ----------- | --------------------- | ---------------- | ---------------- | ---------------- | ---------------- | ---------------- | -------------- |
| Philipp Kohlschreiber | singel      | Pella W 4:6, 6:1, 6:2 | Martin P W       | NQ               | NQ               | NQ               | NQ               | Miejsca 17-32. |
| Dustin Brown          | singel      | Bellucci P 6:4, 4:5 K | NQ               | NQ               | NQ               | NQ               | NQ               | Miejsca 33-64. |
| Jan-Lennard Struff    | singel      | Donskoj P 3:6, 4:6    | NQ               | NQ               | NQ               | NQ               | NQ               | Miejsca 33-64. |

Kobiety
| Zawodniczka                         | Konkurencja | 1/32                      | 1/16                            | 1/8                 | Ćwierćfinały     | Półfinały        | Finał                | Finał          |
| Zawodniczka                         | Konkurencja | Przeciwnik Wynik          | Przeciwnik Wynik                | Przeciwnik Wynik    | Przeciwnik Wynik | Przeciwnik Wynik | Przeciwnik Wynik     | Pozycja        |
| ----------------------------------- | ----------- | ------------------------- | ------------------------------- | ------------------- | ---------------- | ---------------- | -------------------- | -------------- |
| Angelique Kerber                    | singel      | Mariño W 6:3, 7:5         | Bouchard W 6:4, 6:2             | Stosur W 6:0, 7:5   | Konta W 6:1, 6:2 | Keys W 6:3, 7:5  | Puig P 4:6, 6:4, 1:6 | srebro         |
| Annika Beck                         | singel      | Konjuh P 6(5):7, 1:6      | NQ                              | NQ                  | NQ               | NQ               | NQ                   | Miejsca 33-64. |
| Andrea Petković                     | singel      | Switolina P 6:2, 1:6, 3:6 | NQ                              | NQ                  | NQ               | NQ               | NQ                   | Miejsca 33-64. |
| Laura Siegemund                     | singel      | Pironkowa W 1:6, 6:4, 6:2 | Zhang W 6:2, 6:4                | Flipkens W 6:4, 6:3 | Puig P 1:6, 1:6  | NQ               | NQ                   | Miejsca 5-8.   |
| Angelique Kerber Andrea Petković    | debel       | —                         | Xu Zheng P 2:6, 2:6             | NQ                  | NQ               | NQ               | NQ                   | Miejsca 17-32. |
| Anna-Lena Grönefeld Laura Siegemund | debel       | —                         | Kasatkina Kuzniecowa P 1:6, 4:6 | NQ                  | NQ               | NQ               | NQ                   | Miejsca 17-32. |

### Triathlon
Kobiety
| Zawodnik        | Konkurencja | Pływanie (1,5 km) | Zmiana 1 | Jazda na rowerze (40 km) | Zmiana 2 | Bieg (10 km) | Czas    | Pozycja |
| --------------- | ----------- | ----------------- | -------- | ------------------------ | -------- | ------------ | ------- | ------- |
| Anne Haug       | kobiety     | 21:11             | 0:57     | 1:04,50                  | 0:40     | 35:18        | 2:02:56 | 36.     |
| Laura Lindemann | kobiety     | 19:18             | 0:54     | 1:04,30                  | 0:43     | 36:27        | 2:01:52 | 28.     |

### Wioślarstwo
Mężczyźni
| Zawodnik | Konkurencja                       | Eliminacje | Eliminacje | Repesaże | Repesaże | Półfinały | Półfinały | Finał   | Finał | Miejsce |
| Zawodnik | Konkurencja                       | Czas       | M.         | Czas     | M.       | Czas      | M.        | Czas    | M.    | Miejsce |
| --- | --------------------------------- | ---------- | ---------- | -------- | -------- | --------- | --------- | ------- | ----- | ------- |
| Marcel Hacker Stephan Krüger | dwójka podwójna                   | 6:31,85    | 3. QSAB    | BYE      | BYE      | 6:18,32   | 4. QFB    | 6:58,86 | 2.    | 8.      |
| Moritz Moos Jason Osborne | dwójka podwójna wagi lekkiej      | 6:40,48    | 4. QR      | 7:05,36  | 1. QSAB  | 6:35,90   | 6. QFB    | 6:32,30 | 6.    | 12.     |
| Anton Braun Maximilian Korge Maximilian Planer Felix Wimberger                                                                              | czwórka bez sternika              | 5:59,74    | 2. QSAB    | BYE      | BYE      | 6:35,90   | 6. QFB    | 6:06,24 | 6.    | 12.     |
| Tobias Franzmann Jonathan Koch Lucas Schäfer Lars Wichert                                                                                   | czwórka bez sternika wagi lekkiej | 6:14,87    | 4. QR      | 6:03,29  | 1. QSAB  | 6:18,43   | 6. QFB    | 6:35,83 | 3.    | 9.      |
| Hans Gruhne Lauritz Schoof Karl Schulze Philipp Wende                                                                                       | czwórka podwójna                  | 5:53,63    | 3. QR      | 5:51,43  | 1. QFA   | —         | —         | 6:06,81 | 1.    | złoto   |
| Felix Drahotta Malte Jakschik Eric Johannesen Maximilian Reinelt Richard Schmidt Andreas Kuffner Maximilian Munski Martin Sauer Hannes Ocik | M8+                               | 5:38,22    | 3. QFA     | BYE      | BYE      | —         | —         | 5:30,96 | 2.    | srebro  |

Kobiety
| Zawodniczka                                           | Konkurencja                  | Eliminacje | Eliminacje | Repesaże | Repesaże | Półfinały | Półfinały | Finał   | Finał | Miejsce |
| Zawodniczka                                           | Konkurencja                  | Czas       | M.         | Czas     | M.       | Czas      | M.        | Czas    | M.    | Miejsce |
| ----------------------------------------------------- | ---------------------------- | ---------- | ---------- | -------- | -------- | --------- | --------- | ------- | ----- | ------- |
| Kerstin Hartmann Kathrin Marchand                     | dwójka bez sternika          | 7:17,98    | 3. QSAB    | BYE      | BYE      | 7:39,79   | 5. QFB    | 7:18,57 | 2.    | 8.      |
| Mareike Adams Marie-Cathérine Arnold                  | dwójka podwójna              | 7:13,49    | 4. QR      | 7:00,54  | 2. QSAB  | 6:58,70   | 5. QFB    | 7:39,82 | 1.    | 7.      |
| Marie-Louise Dräger Fini Sturm                        | dwójka podwójna wagi lekkiej | 7:11,08    | 3. QR      | 8:02,28  | 2. QSAB  | 7:33,21   | 6. QFB    | 7:32,73 | 5.    | 11.     |
| Carina Bär Julia Lier Lisa Schmidla Annekatrin Thiele | czwórka podwójna             | 6:30.86    | 1. QFA     | BYE      | BYE      | —         | —         | 6:49,39 | 1.    | złoto   |

### Zapasy
Mężczyźni – styl klasyczny
| Zawodnik      | Konkurencja | 1/16             | 1/8                | Ćwierćfinał        | Półfinał         | Repesaż 1        | Repesaż 2        | Finał/BM         | Finał/BM |
| Zawodnik      | Konkurencja | Przeciwnik Wynik | Przeciwnik Wynik   | Przeciwnik Wynik   | Przeciwnik Wynik | Przeciwnik Wynik | Przeciwnik Wynik | Przeciwnik Wynik | Pozycja  |
| ------------- | ----------- | ---------------- | ------------------ | ------------------ | ---------------- | ---------------- | ---------------- | ---------------- | -------- |
| Frank Stäbler | - 66 kg     | BYE              | Venckaitis W 3-2   | Štefanek P 2-6     | NQ               | BYE              | Inoue P 1-3      | NQ               | 7.       |
| Denis Kudla   | - 85 kg     | Kendżejew W 3-0  | Kobliaszwili W 3-1 | Czakwetadze P 0-4  | NQ               | BYE              | Achlaghi W 3-1   | Lőrincz W 3-1    | brąz     |
| Eduard Popp   | - 130 kg    | BYE              | Tynälijew W 3-0    | Babadżanzade W 3-1 | Kayaalp P 0-4    | BYE              | BYE              | Szari’ati P 0-5  | 5.       |

Kobiety – styl wolny
| Zawodniczka    | Konkurencja | 1/16             | 1/8              | Ćwierćfinał      | Półfinał         | Repesaż 1        | Repesaż 2        | Finał/BM         | Finał/BM |
| Zawodniczka    | Konkurencja | Przeciwnik Wynik | Przeciwnik Wynik | Przeciwnik Wynik | Przeciwnik Wynik | Przeciwnik Wynik | Przeciwnik Wynik | Przeciwnik Wynik | Pozycja  |
| -------------- | ----------- | ---------------- | ---------------- | ---------------- | ---------------- | ---------------- | ---------------- | ---------------- | -------- |
| Nina Hemmer    | - 53 kg     | Zhong P 1-3      | NQ               | NQ               | NQ               | NQ               | NQ               | NQ               | 14.      |
| Luisa Niemesch | - 58 kg     | Kobłowa P 0-3    | NQ               | NQ               | NQ               | Orchon P 0-5     | NQ               | NQ               | 20.      |
| Aline Focken   | - 69 kg     | BYE              | Zhou W 3-1       | Fransson P 1-3   | NQ               | NQ               | NQ               | NQ               | 9.       |
| Maria Selmaier | - 75 kg     | BYE              | Wiebe P 0-3      | NQ               | NQ               | BYE              | Zhang P 0-4      | NQ               | 18.      |

### Żeglarstwo
Mężczyźni
| Zawodnik                        | Konkurencja | Wyścig | Wyścig | Wyścig | Wyścig | Wyścig | Wyścig | Wyścig | Wyścig | Wyścig | Wyścig | Wyścig | Wyścig | Wyścig | Punkty | Finałowa pozycja |
| Zawodnik                        | Konkurencja | 1      | 2      | 3      | 4      | 5      | 6      | 7      | 8      | 9      | 10     | 11     | 12     | M      | Punkty | Finałowa pozycja |
| ------------------------------- | ----------- | ------ | ------ | ------ | ------ | ------ | ------ | ------ | ------ | ------ | ------ | ------ | ------ | ------ | ------ | ---------------- |
| Toni Wilhelm                    | RS:X        | 8      | 4      | 13     | 10     | 9      | 4      | 1      | 7      | 19     | 7      | 8      | 19     | 10     | 100    | 6.               |
| Philipp Buhl                    | Laser       | 16     | 16     | 8      | 13     | 17     | 13     | 1      | 25     | 34     | 17     | —      | —      | NQ     | 126    | 14.              |
| Ferdinand Gerz Oliver Szymanski | 470         | 13     | 18     | 9      | 23     | 14     | 1      | 24     | 6      | 4      | 6      | —      | —      | NQ     | 94     | 11.              |
| Erik Heil Thomas Plößel         | 49er        | 6      | 3      | 1      | 3      | 5      | 13     | 15     | 4      | 5      | 10     | 4      | 18     | 16     | 83     | brąz             |

Kobiety
| Zawodniczka                       | Konkurencja | Wyścig | Wyścig | Wyścig | Wyścig | Wyścig | Wyścig | Wyścig | Wyścig | Wyścig | Wyścig | Wyścig | Wyścig | Wyścig | Punkty | Finałowa pozycja |
| Zawodniczka                       | Konkurencja | 1      | 2      | 3      | 4      | 5      | 6      | 7      | 8      | 9      | 10     | 11     | 12     | M      | Punkty | Finałowa pozycja |
| --------------------------------- | ----------- | ------ | ------ | ------ | ------ | ------ | ------ | ------ | ------ | ------ | ------ | ------ | ------ | ------ | ------ | ---------------- |
| Annika Bochmann Marlene Steinherr | 470         | 12     | 16     | 17     | DNF    | 15     | 3      | 6      | 14     | DSQ    | 17     | —      | —      | NQ     | 121    | 18.              |
| Victoria Jurczok Anika Lorenz     | 49erFX      | 21     | 8      | 8      | 7      | 6      | 7      | 17     | 10     | 7      | 9      | 6      | 9      | 16     | 110    | 9.               |

Open
| Zawodnicy                     | Konkurencja | Wyścig | Wyścig | Wyścig | Wyścig | Wyścig | Wyścig | Wyścig | Wyścig | Wyścig | Wyścig | Wyścig | Wyścig | Wyścig | Punkty | Finałowa pozycja |
| Zawodnicy                     | Konkurencja | 1      | 2      | 3      | 4      | 5      | 6      | 7      | 8      | 9      | 10     | 11     | 12     | M      | Punkty | Finałowa pozycja |
| ----------------------------- | ----------- | ------ | ------ | ------ | ------ | ------ | ------ | ------ | ------ | ------ | ------ | ------ | ------ | ------ | ------ | ---------------- |
| Paul Kohlhoff Carolina Werner | Nacra 17    | 14     | 10     | 10     | 17     | 8      | 13     | 5      | 10     | 2      | 9      | 14     | 18     | NQ     | 112    | 13.              |